# Teide
El Teide es un volcán situado en la isla española de Tenerife, en el archipiélago de Canarias. Cuenta con una altitud oficial de 3715 metros sobre el nivel del mar y 7500 metros  sobre el lecho oceánico, siendo el pico más alto de España, el de cualquier tierra emergida del océano Atlántico y el tercer mayor volcán de la Tierra desde su base en el lecho oceánico, después del Mauna Kea y el Mauna Loa, ambos en Hawái. La altitud del Teide convierte además a la isla de Tenerife en la décima isla más alta del mundo.
Su última erupción se corresponde con las lavas negras que cubren el cono, y ha sido datada entre los siglos VII y X d. C.
Forma parte del parque nacional homónimo, declarado Patrimonio de la Humanidad por la Unesco el 28 de junio de 2007. Es, además, un espacio natural protegido en la categoría de monumento natural que encierra el complejo volcánico Teide-Pico Viejo, un gran estratovolcán de tipo vesubiano que se mantiene dormido desde la última erupción de las Narices del Teide ocurrida en 1798, aunque permanecen activas las fumarolas que emite regularmente desde su cráter.
El Teide es considerado el monumento natural más emblemático del archipiélago canario. También es un gran atractivo turístico que cada año atrae a millones de personas. Además el volcán se ha convertido en un plano de establecimiento en películas, series de televisión o programas ambientados en la isla de Tenerife.

## Toponimia y etimología
Teide es un término de procedencia aborigen guanche, apareciendo en documentación histórica también con la variante Teida/Teyda.
El historiador Juan Núñez de la Peña dice que Teide es la pronunciación castellana de la voz original Echeide o Echeyde con la que, según fray Alonso de Espinosa y Leonardo Torriani, los guanches denominaban al infierno que creían existía en el interior del volcán.
Esta opinión de que Teide derivaría de una voz original Echeide es seguida por expertos como Dominik Josef Wölfel o Maximiano Trapero, argumentando una alternancia de la inicial ch- y t-, común en la toponimia de origen guanche, y la presencia de una e- inicial que Wölfel interpreta o como una apoyatura de la consonante siguiente o como variante del «elemento-artículo a- bajo el efecto neutralizante de la i y de la vocal sonora siguiente».
En cuanto a su posible significado, los primeros historiadores asumen su traducción como 'infierno' desde la concepción mágico-religiosa que tenían los guanches del volcán. Por su parte, expertos modernos como los mencionados Wölfel, Trapero o los filólogos Juan Álvarez Delgado e Ignacio Reyes, apoyados en la comparación con voces de procedencia bereber, aluden a su posible traducción como 'la perra', 'la perrera' o 'lugar donde habitan (o abundan) perros', o 'paraje fatídico' o 'el fatídico o infernal'.
Además, la relevancia e importancia que ha tenido y tiene el volcán radica en que incluso el nombre de la isla se debe al propio Teide. En la antigüedad los romanos denominaban a la isla Nivaria, por la nieve del volcán y, el nombre actual de la isla también guarda relación con el volcán, ya que fue puesto por los benahoaritas (aborígenes de La Palma) y su significado es «monte claro».

## Localización
Está situado en el centro geográfico de la isla de Tenerife. Sus características geomorfológicas específicas definen su paisaje y lo convierten en el símbolo natural más emblemático de la isla de Tenerife y del archipiélago canario.
Con una extensión de 3606,7 hectáreas  se integra en los municipios de La Orotava, Icod de los Vinos, Guía de Isora y Santiago del Teide.

## Formación

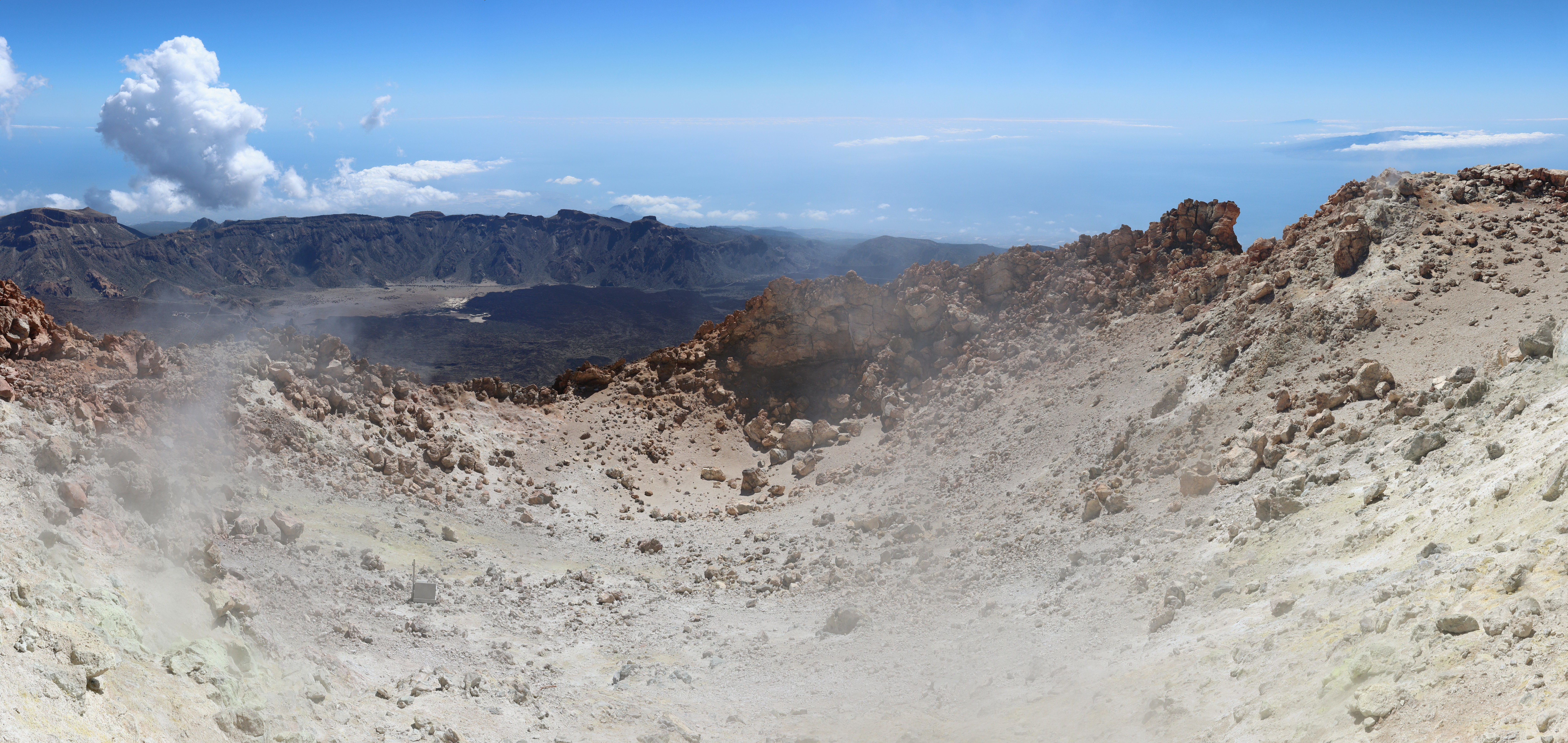
Fumarolas del Teide

Se tiene constancia de erupciones antiguas (hace unos 150 000 años) que marcaron el relieve actual de toda la isla. Por entonces se alzaba un volcán todavía mayor que el Teide. Se manejan dos hipótesis para la desaparición de este pico. La primera, que este pico se fraccionó y se deslizó hasta el mar por el norte de Tenerife. La otra hipótesis se explica mediante un colapso gravitatorio de todo el edificio vulcanológico que provocó su hundimiento. En ambos casos, se formaron las llamadas Cañadas del Teide. Gracias a nuevas erupciones se elevó el volcán que vemos en la actualidad.
El desarrollo de la isla de Tenerife es análogo a la formación de otras islas oceánicas. Los inicios de la formación de la isla de Tenerife, se produjeron a través de tres directrices estructurales (noreste-suroeste, noroeste-sureste y norte-sur) en el basamento oceánico.
A través de estas fracturas comenzaron las primeras erupciones submarinas hace 10 millones de años. Estas erupciones submarinas produjeron una acumulación de coladas de tipo de lava almohadillada que elevaron el conjunto desde el fondo oceánico hasta el nivel del mar. 

### Primera etapa

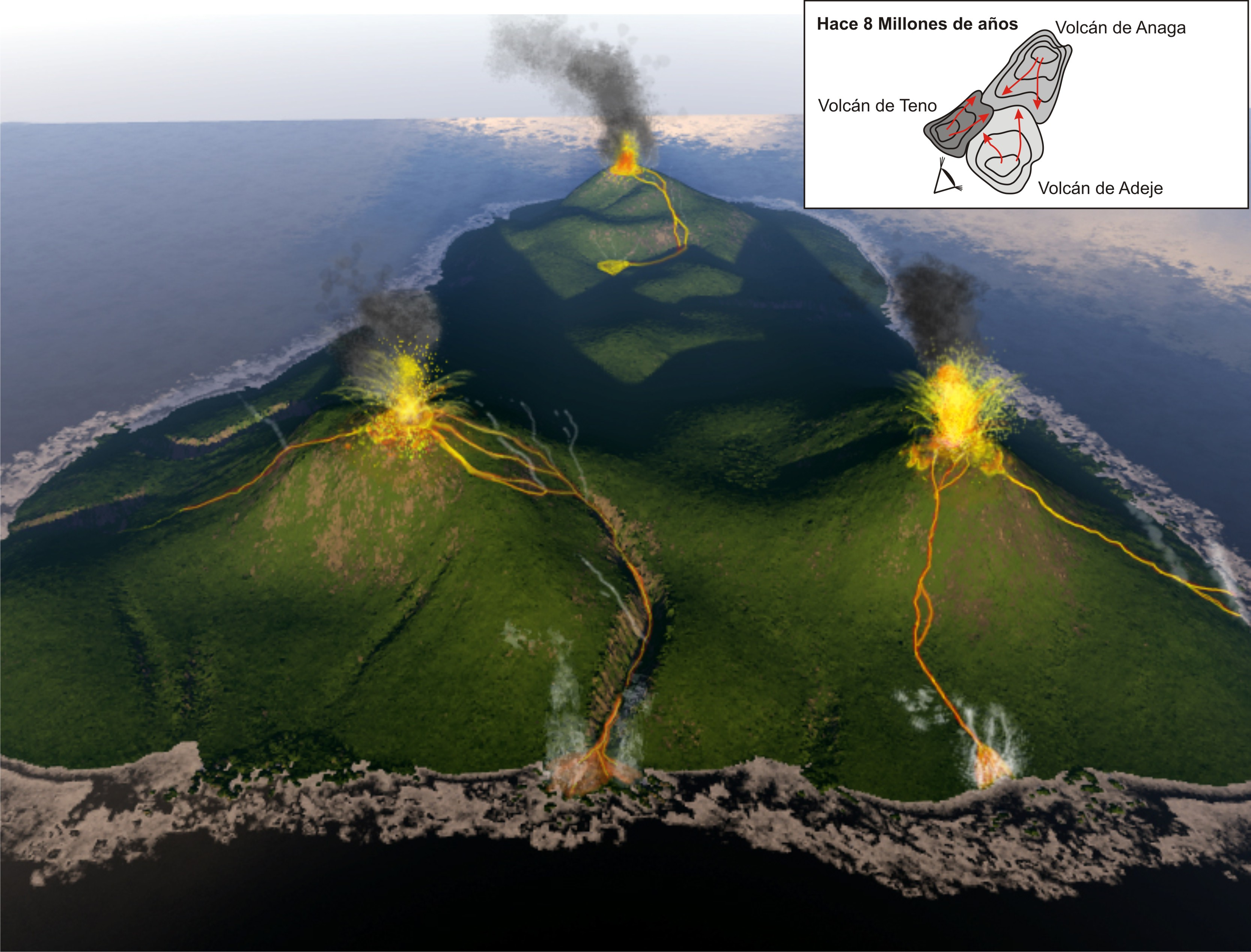
Primera etapa de formación del Teide.

Durante el Mioceno y principios del Plioceno, la parte emergida la formaron tres grandes volcanes en escudo y que en la actualidad se hallan muy erosionados. Son los macizos de Anaga, Teno y Adeje. Se estima que la formación de cada escudo es de aproximadamente 3 millones de años.
Estos grandes centros de emisión vertieron sus coladas en todas direcciones interdentándose las coladas de unos macizos con otros. Estos macizos constituyen lo que se denomina Serie Basáltica Antigua o Serie I.
Los materiales volcánicos de esta primera etapa están conformados por grandes espesores de coladas y mantos de piroclastos basálticos, atravesados por diques, con algunos episodios de domos, coladas y diques de composición traquítico-fonolítica tardíos.

### Segunda etapa

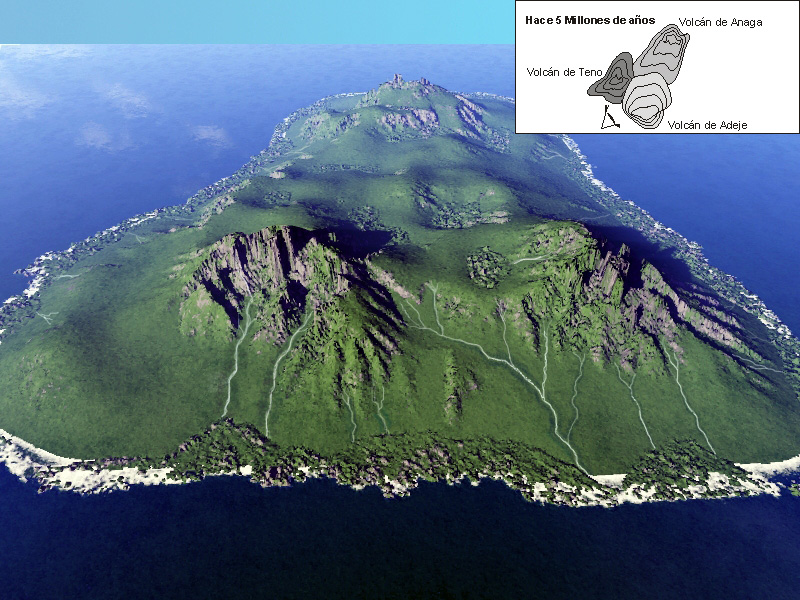
Segunda etapa de formación del Teide.

La segunda etapa se caracteriza por un cese de la actividad volcánica de los tres macizos volcánicos. Durante esta etapa, que se estima duró un millón de años, los agentes erosivos (sol, viento, lluvia, cambios de temperatura, etc.) comenzaron a desmantelar los escudos volcánicos previamente formados. 
En esta etapa, la red de drenaje comenzó a formarse y se creó gran parte de la red de barrancos que se pueden observar en Tenerife.

### Tercera etapa
Tras el periodo de inactividad, comienza un nuevo periodo volcánico, que se considera como las Series Postmiocenas.

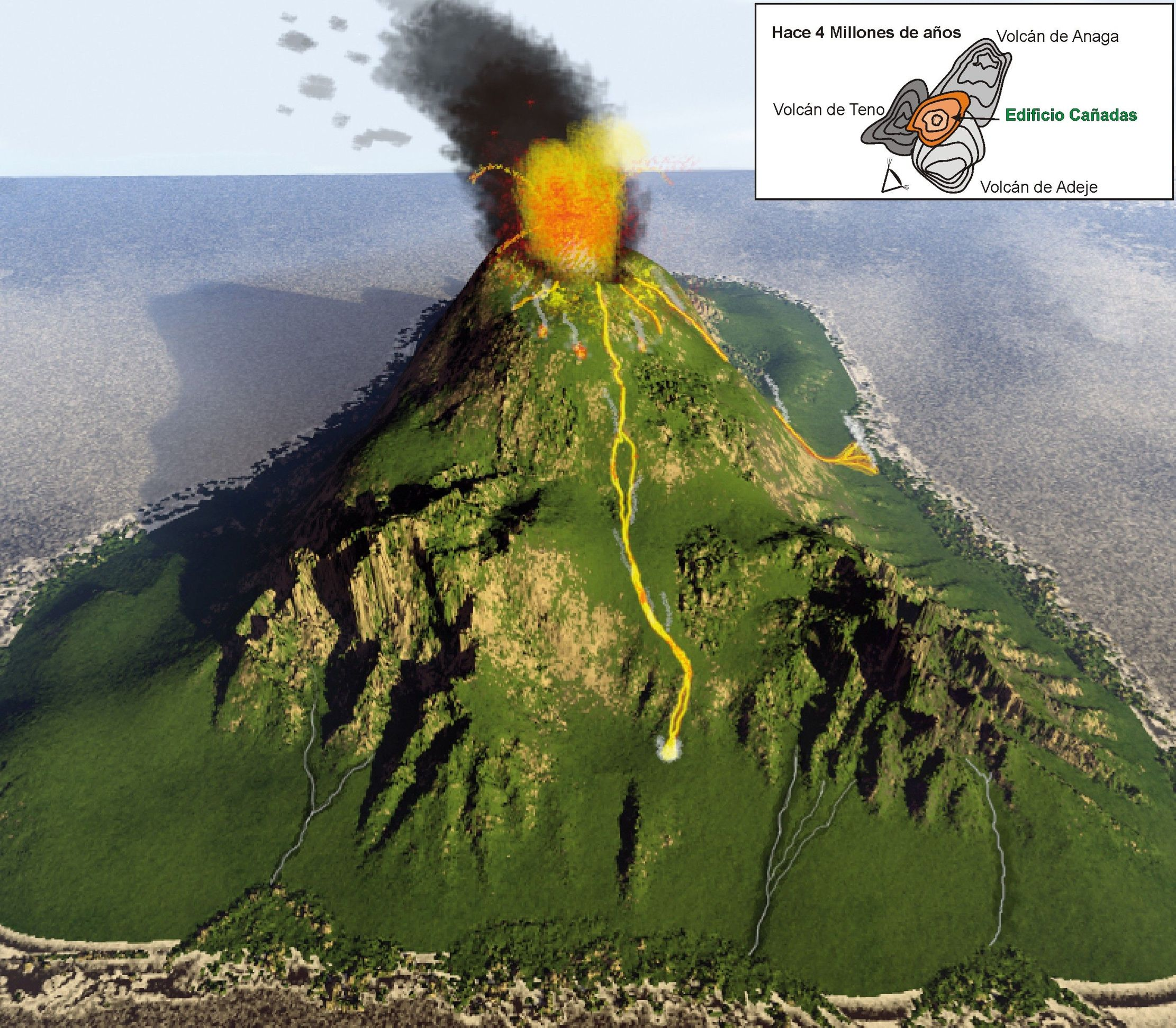
Tercera etapa de formación del Teide.

En esta etapa, se construye el edificio volcánico conocido como Edificio Cañadas. Este edificio crece unificando a todos los macizos creados en la primera etapa.
Este edificio junto a los siguientes edificios que se formarían después, conformarían los grandes relieves geomorfológicos de Las Cañadas así como todo el entorno del Teide. Los materiales que formaron este edificio fueron principalmente de tipo basáltico.
Se estima que el Edificio Cañadas pudo alcanzar 40 km de diámetro y 4500 m de altitud sobre el nivel del mar. Antiguamente se le conocía como Edificio Pre-Cañadas pero hoy ese nombre está en desuso.

### Cuarta etapa

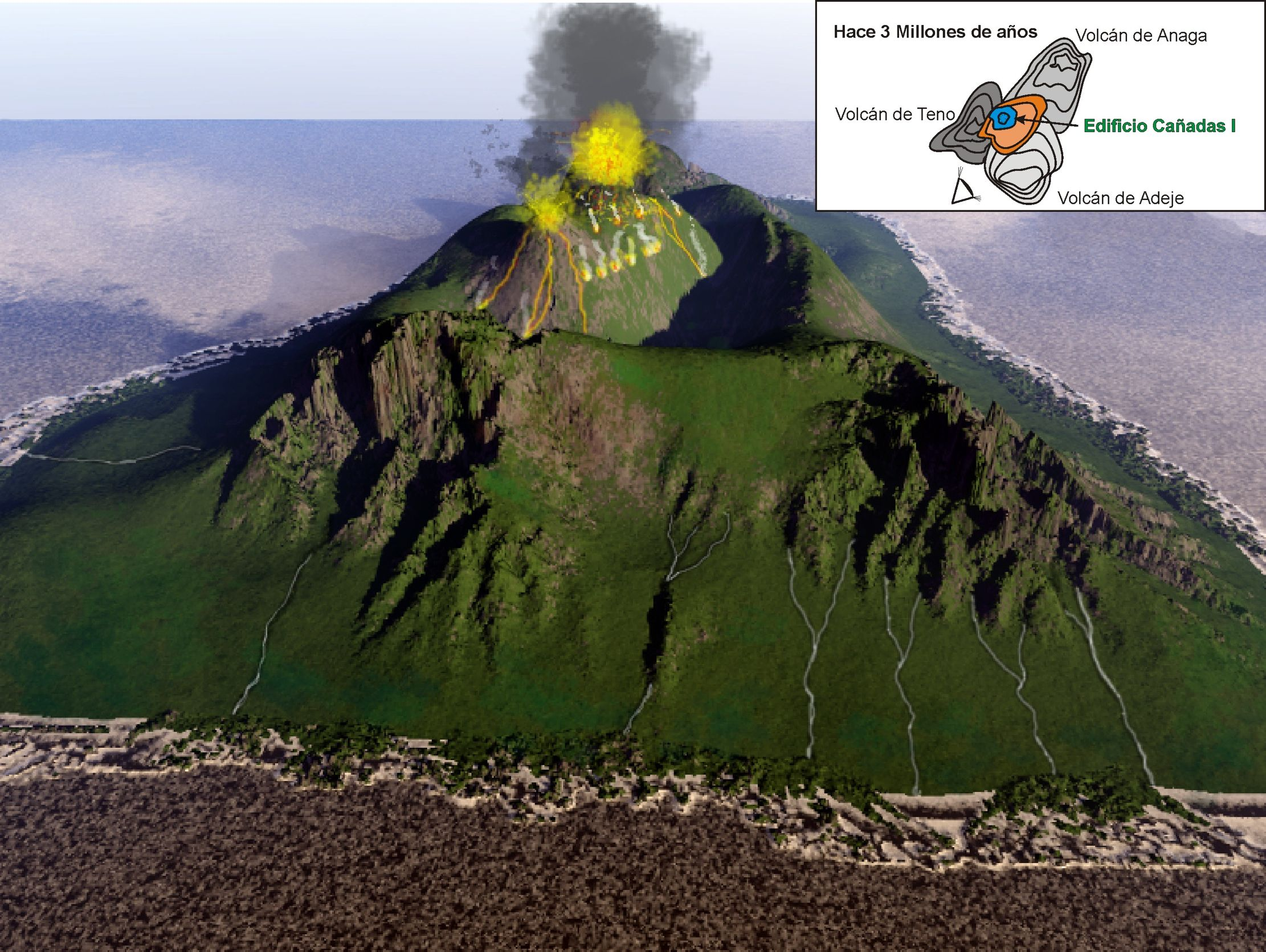
Cuarta etapa de formación del Teide.

El Edificio Cañadas fue el primero de una serie de edificios volcánicos. Este edificio comenzó su destrucción por colapso o deslizamiento gravitacional generando la actual Cañadas del Teide.
Sobre los restos de este edificio comenzó a gestarse un nuevo volcán conocido como Edificio Cañadas I. La edad asignada está entre 3,5–2,7 millones de años. Las emisiones de este nuevo edificio son principalmente basálticas. El Edificio Cañadas I sufrió de nuevo un colapso generándose los primeros depósitos de avalancha en la zona de Tigaiga.
Encima de estos depósitos se inicia la construcción de un nuevo edificio volcánico, el Edificio Cañadas II, con una edad entre 2,4–1,3 Ma. En este edificio aparecieron en la zona Norte y Suroeste, los primeros depósitos piroclásticos (ignimbritas) producto de las primeras explosiones violentas.
De nuevo, tras la destrucción del Edificio Cañadas II, surgió un nuevo edificio volcánico, Edificio Cañadas III, con una edad aproximada entre 1,2–0,15 Ma. La componente explosiva de sus erupciones generaría las Fases de las Bandas del Sur y que están en el Flanco Sur Este. Estos episodios destructivos durante esta etapa han generado progresivamente la forma actual de la depresión de Las Cañadas.
La destrucción de cada uno de los Edificios volcánicos ha podido ser por colapso o deslizamiento gravitacional según los diferentes autores.

### Quinta etapa

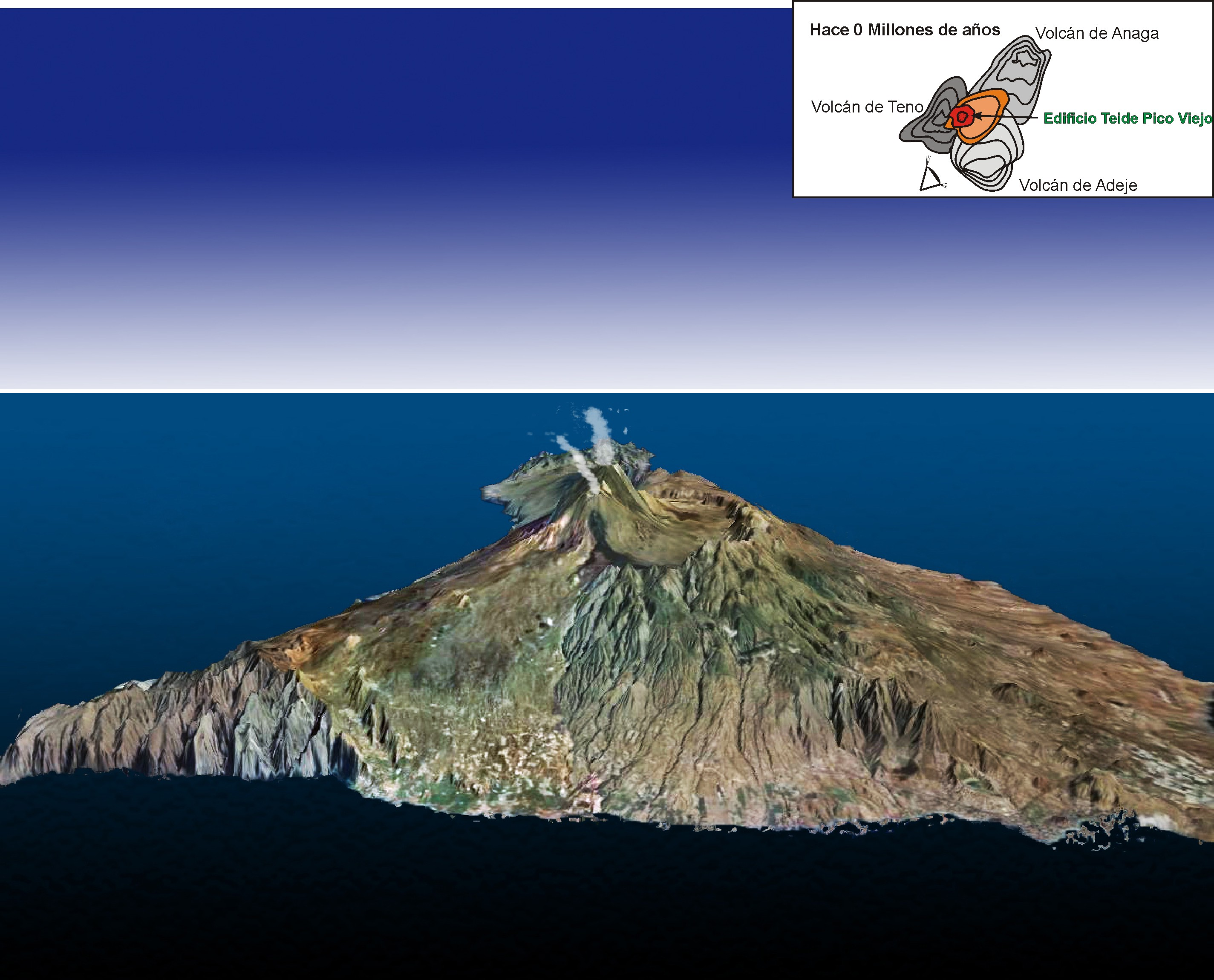
Quinta etapa de formación del Teide.

Hace aproximadamente 1 millón de años comienza de nuevo, la última etapa del Edificio Cañadas. Se produciría un nuevo vulcanismo de tipo fisural y la construcción del actual estratovolcán Teide–Pico. Las erupciones fisurales a través de las conocidas dorsales NE y NO y Sur.
Este vulcanismo fisural se sitúa entre el macizo de Anaga y el complejo Teide–Pico Viejo (dorsal NE) y entre el macizo de Teno y el complejo Teide–Pico Viejo (dorsal NO) y el complejo macizo de Adeje y Teide-Pico Viejo (dorsal Sur). El vulcanismo de la dorsal Sur también está presente, aunque morfológicamente no hay dorsal.
Este vulcanismo es en general de composición basáltica aunque en la dorsal NE, existe vulcanismo fonolítico. El vulcanismo fisural de las dorsales va rellenando las depresiones dejadas por los diferentes edificios volcánicos.
Hace 150 000 años, se produce una enorme explosión en el Edificio Cañadas III, que generó una caldera de 16 km en dirección E-W y 9 km en dirección N-S. Esta explosión configuraría la actual Caldera de Las Cañadas. 
A partir de entonces, se iniciará la construcción de los estratovolcanes Teide – Pico Viejo en la mitad norte de la Caldera cuya construcción dura hasta nuestros días.
La generación de los valles de La Orotava y Güímar se produjeron por una serie de deslizamientos gravitacionales hace 800 000 años.
En la actualidad, estudios de tomografía sísmica indican la presencia de un complejo hidrotermal en la zona interior del edificio volcánico, lo que estaría relacionado con la presencia de materiales tipo clay cap típicos de estas dinámicas.

## Geología

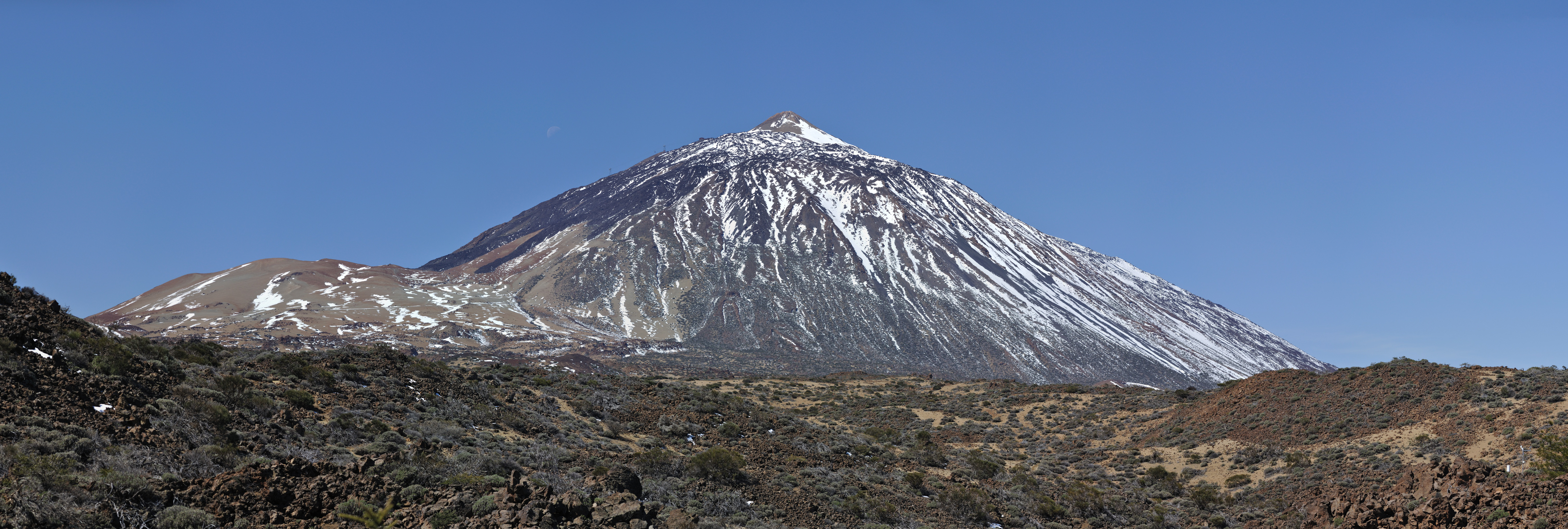
Teide con restos de nieve.

Básicamente está constituido por materiales de tipo basálticos, pero en superficie, predominan los sálicos más evolucionados como traquitas y fonolitas. Presentan, típicamente, más abundancia en Pico Viejo y en los domos satélites que se disponen en la base del Teide, como Montaña Majúa o Montaña Blanca, responsables en gran medida de muchos depósitos piroclásticos de piedra pómez o «zahorra».

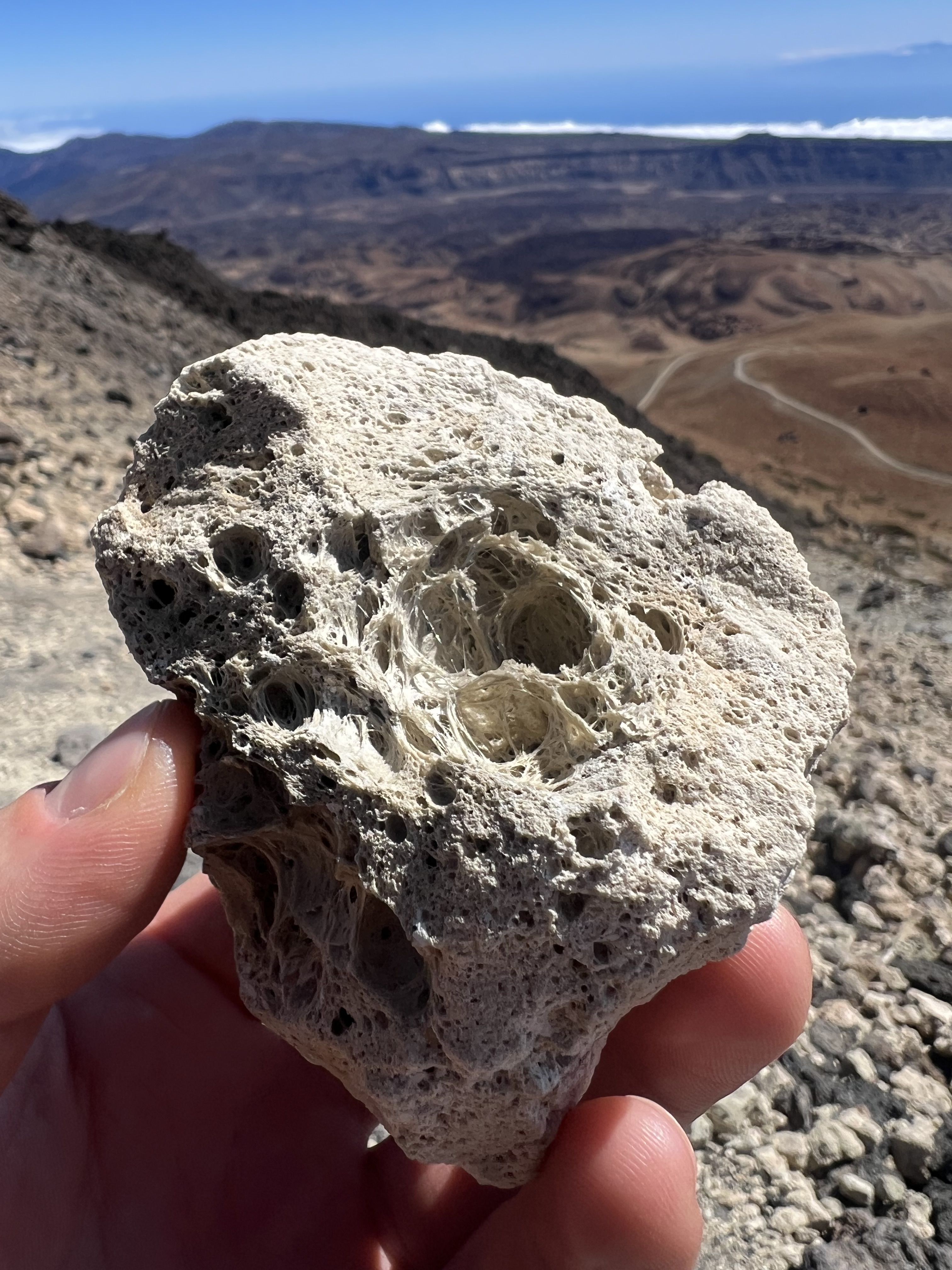
Piedra pómez del Teide

El Teide ha actuado desde antaño como una importante fuente de materias primas para los tinerfeños. En primer lugar, los guanches apreciaban la obsidiana con el fin de fabricar armas cortantes, y posteriormente y, hasta hace no demasiadas décadas, se obtenía hielo de algunas cuevas o grutas y se extraía azufre del cráter.
Como ocurre con otros grandes monumentos naturales del mundo, como por ejemplo el monte Uluru en Australia, el Teide, debido a su composición cuando no está nevado cambia su color y su aspecto dependiendo del lugar desde el que llegue la luz solar. Destaca el rojo intenso al atardecer y diferentes tonalidades que adquiere durante el resto del día (beis, gris e incluso azulado entre otros).
Estudios realizados con series temporales geodésicas en la zona del complejo volcánico Teide-Pico Viejo, utilizando estaciones permanentes del IGN, detectaron una subsidencia en la zona central, achacable a la sobreexplotación de acuíferos y no directamente relacionado con la actividad volcánica asociada a la reactivación ocurrida en 2004. Asimismo se ha observado la posible presencia de un sistema hidrotermal en el interior del edificio volcánico a partir de técnicas de tomografía sísmica. Otros estudios que han utilizado imágenes de atenuación de la onda sísmica P indican que hay dos áreas principales donde los patrones difieren: en el Complejo Cañadas-Teide-Pico Viejo se observa una atenuación total alta y valores de dispersión de medios a bajos. Los investigadores interpretan la diferencia como inducida por una atenuación intrínseca.

## Clima
Los siguientes datos climáticos son los aportados por la estación meteorológica ubicada en el Pico del Teide, a 3530 m s. n. m.:
| Parámetros climáticos promedio de Pico del Teide | Parámetros climáticos promedio de Pico del Teide | Parámetros climáticos promedio de Pico del Teide | Parámetros climáticos promedio de Pico del Teide | Parámetros climáticos promedio de Pico del Teide | Parámetros climáticos promedio de Pico del Teide | Parámetros climáticos promedio de Pico del Teide | Parámetros climáticos promedio de Pico del Teide | Parámetros climáticos promedio de Pico del Teide | Parámetros climáticos promedio de Pico del Teide | Parámetros climáticos promedio de Pico del Teide | Parámetros climáticos promedio de Pico del Teide | Parámetros climáticos promedio de Pico del Teide | Parámetros climáticos promedio de Pico del Teide |
| Mes                                              | Ene.                                             | Feb.                                             | Mar.                                             | Abr.                                             | May.                                             | Jun.                                             | Jul.                                             | Ago.                                             | Sep.                                             | Oct.                                             | Nov.                                             | Dic.                                             | Anual                                            |
| ------------------------------------------------ | ------------------------------------------------ | ------------------------------------------------ | ------------------------------------------------ | ------------------------------------------------ | ------------------------------------------------ | ------------------------------------------------ | ------------------------------------------------ | ------------------------------------------------ | ------------------------------------------------ | ------------------------------------------------ | ------------------------------------------------ | ------------------------------------------------ | ------------------------------------------------ |
| Temp. máx. media (°C)                            | 10.0                                             | 9.8                                              | 8.0                                              | 12.9                                             | 15.3                                             | 16.4                                             | 25.8                                             | 19.0                                             | 17.0                                             | 16.0                                             | 20.2                                             | 11.0                                             | 15.1                                             |
| Temp. media (°C)                                 | -2.0                                             | -2.2                                             | -1.2                                             | 2.0                                              | 4.5                                              | 7.4                                              | 10.7                                             | 9.6                                              | 7.0                                              | 4.3                                              | 2.2                                              | -0.4                                             | 3.5                                              |
| Temp. mín. media (°C)                            | -13.0                                            | -13.2                                            | -12.4                                            | -11.2                                            | -9.9                                             | -3.8                                             | 2.0                                              | -0.2                                             | -1.8                                             | -6.0                                             | -12.4                                            | -14.8                                            | -8.1                                             |
| Precipitación total (mm)                         | 9.8                                              | 80.9                                             | 26.1                                             | 0.3                                              | 0.1                                              | 0.6                                              | 0.7                                              | 0.1                                              | 0.3                                              | 19.0                                             | 15.8                                             | 11.8                                             | 165.5                                            |
| Fuente: Instituto Nacional de Meteorología       |                                                  |                                                  |                                                  |                                                  |                                                  |                                                  |                                                  |                                                  |                                                  |                                                  |                                                  |                                                  |                                                  |

## Biodiversidad
El Teide y todo su parque nacional es uno de los parajes naturales más importantes del mundo por su impactante composición geológica y paisajística y por la gran cantidad de especies endémicas de flora y fauna que posee, entre las que se podrían destacar.

### Flora

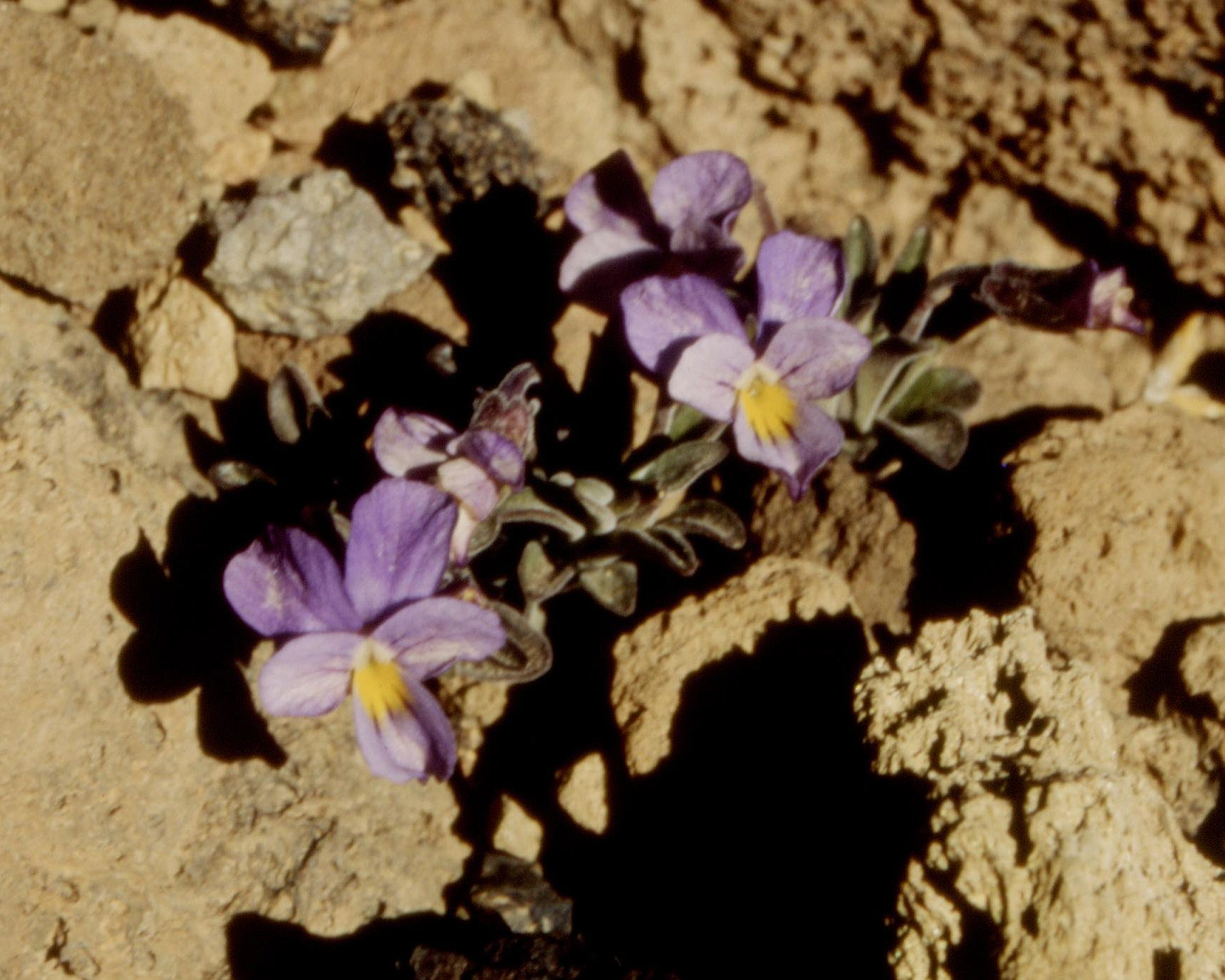
Violeta del Teide.

Por encima de los 2500 metros de altitud, solo determinadas especies resisten las rigurosas condiciones climáticas. Es importante citar que la vegetación existente en la caldera de Las Cañadas es similar a la que se da en el propio cono. El monumento natural del Teide alberga una muestra representativa de hábitats eólicos, con especies exclusivas como la violeta del Teide (Viola cheiranthifolia), el popular endemismo del Parque. Otros individuos son el cardo de plata (Stemmacantha cynaroides) o la hierba conejera (Silene nocteolens), el primero en peligro de extinción por ser parte de la dieta del muflón. Destacan de igual modo hábitats que entrañan ciertas rarezas como algunas especies insospechadas de musgos o la borriza (Gnaphalium teydeum) que moran en tierras calientes y en las fumarolas. El parque nacional del Teide constituye el mejor exponente de ecosistemas atlánticos de alta montaña insular.

### Fauna

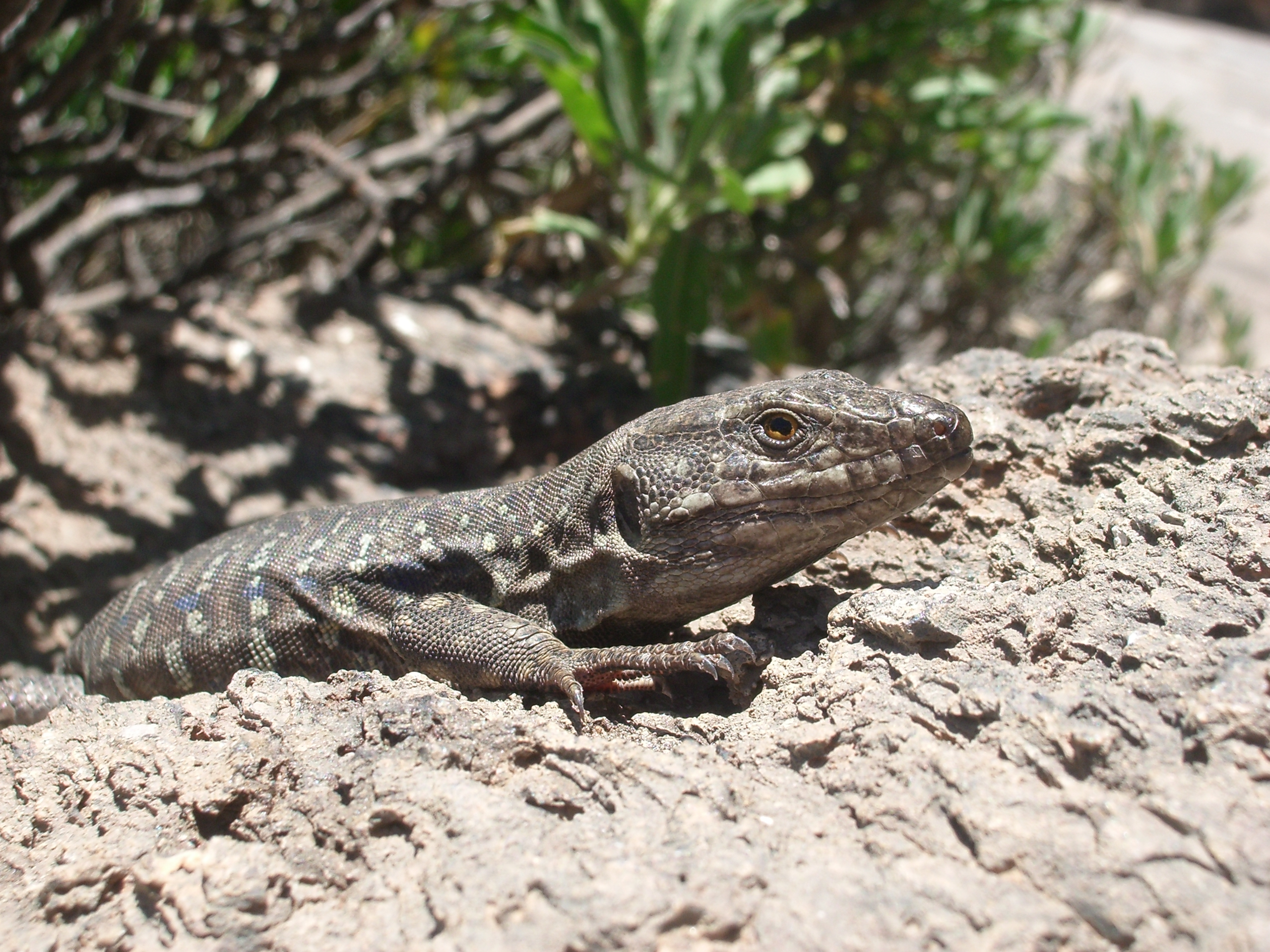
Lagarto Tizón.

Destacan esencialmente el grupo de los invertebrados, dentro del cual son especialmente numerosos algunos endemismos. Ocupan un lugar importante dos endemismos, por un lado, dentro de la avifauna, un mamífero, el murciélago orejudo (Plecotus teneriffae) y, por otro lado, un reptil, el lagarto tizón (Gallotia galloti), que ha sido localizado hasta en la cima del Teide. Es también significativa la fauna introducida representada principalmente por el erizo moruno (Atelerix algirus), el conejo (Oryctolagus cuniculus), o el muflón (Ovis aries musimon) introducido por motivos cinegéticos en 1971. Al menos 70 especies animales son endémicas del parque nacional.

## Medición de la altitud
Los marinos y viajeros que navegaron por las islas entre los siglos xv y xviii, y que podían ver el pico desde cuarenta leguas, extendieron en Europa la idea de que podría ser la montaña más alta del mundo conocido. En aquellos tiempos la curiosidad no bastaba para organizar una costosa expedición que desvelara su altitud, sin embargo durante el siglo xviii, por motivos políticos y cartográficos, Francia organizó varias expediciones científicas a Canarias que culminaron con la determinación de la altitud del Teide y la confección del primer mapa preciso de Canarias.
En su viaje a Tenerife, el sacerdote y cartógrafo Louis Éconches Feuillée midió el Teide desde la playa de Puerto de la Cruz con un solo triángulo, y obtuvo una altitud errónea de 4313 metros. Probablemente la base del triángulo no estuviera bien nivelada, además de ser demasiado pequeña. El informe que Feuillée realizó a su regreso nunca fue publicado completo y el diario La Caille publicaría un extracto del viaje añadiendo una fuerte crítica al método y a los datos de la medición.

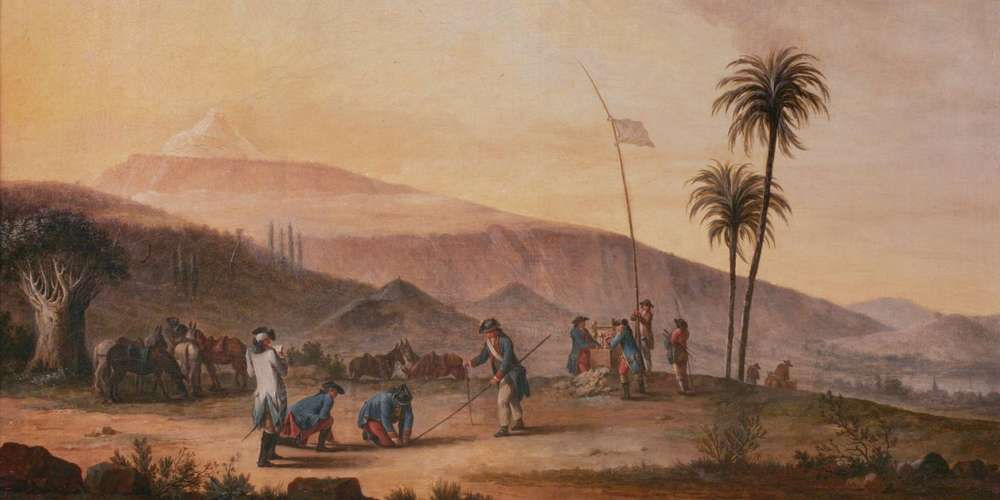
Jean Charles de Borda mide el Teide. Óleo de Pierre Ozanne (1775-1776), Museo de Borda.

Medio siglo desde el viaje de Feuillée, Francia vuelve a enviar a otro científico, Jean Charles de Borda, quien, después de un primer intento fallido en 1771, conseguiría realizar por fin en 1776 la primera triangulación precisa y fiable del Teide: 3713 metros de altitud. La medición resultó altamente fiable, tanto por los finos instrumentos con que obtuvieron los ángulos como por la medición de la base que se realizó con cadenas por dos equipos independientes.
Las mediciones de Borda y Feuillée, junto a otras realizadas en el siglo xviii, aparecen comentadas en el capítulo tercero del Viaje a las Islas Canarias de Alexander von Humboldt de 1799. En su relación se aprecia lo difícil que era medir en aquellos tiempos el Teide. A finales del xviii, el método más preciso para medir una montaña era el de las triangulaciones terrestres. Cuando Humboldt estudió las mediciones del Teide realizadas a lo largo del siglo xviii, no dudó en afirmar que: «...Debemos a Borda el conocer la verdadera elevación del volcán de Tenerife...».
Las últimas mediciones efectuadas a finales del siglo xx han revelado que el Teide ha crecido unos pocos metros en los últimos años. En la década de 1970 se estimó que la altitud real del Teide es de 3718 metros sobre el nivel del mar y 7500 metros sobre el lecho oceánico. Sin embargo, recientes mediciones realizadas por el Instituto Geográfico Nacional de España establecen la altitud oficial de 3.715 metros. Por esta razón el Teide no es solo la máxima elevación del territorio español y de cualquier territorio insular del océano Atlántico, sino que también es el tercer volcán más alto del mundo si se mide desde su base, situada en las profundidades del lecho oceánico. Este hecho convierte a Tenerife en la décima isla más alta del mundo.

## Historia
A lo largo de los siglos el Teide ha sido mencionado y admirado por diversas culturas y en diferentes épocas como elemento centralizador y simbólico de la isla de Tenerife y del resto del archipiélago.

### Época guanche

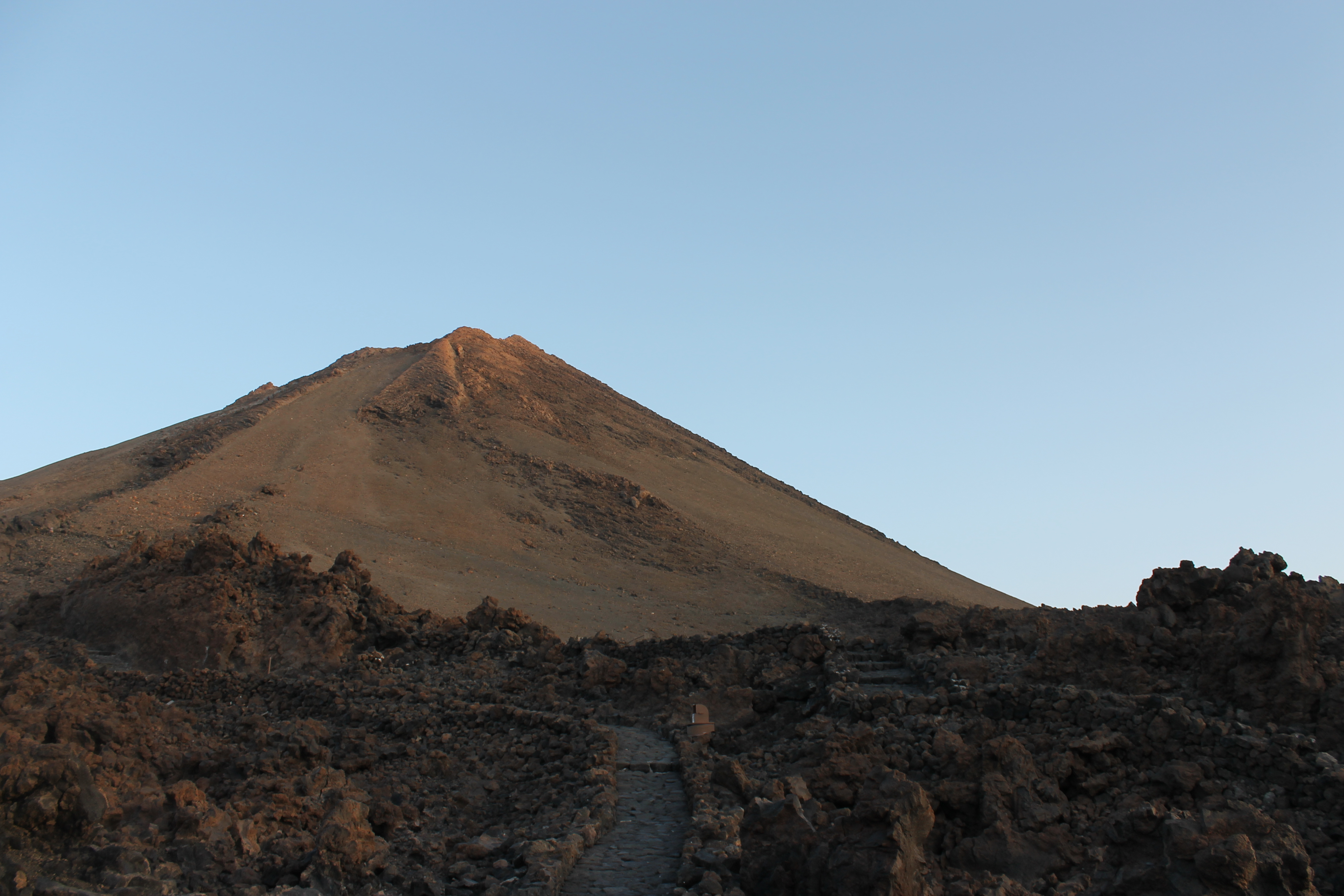
El conocido como Pan de Azúcar, el cono final del Teide.

El Teide era un volcán considerado sagrado desde la antigüedad y que tenía reminiscencias mitológicas, como el monte Olimpo en Grecia. Los numerosos «escondrijos» hallados en la montaña con restos arqueológicos de instrumentos líticos y cerámicos han sido interpretados como depósitos rituales para contrarrestar la influencia de los genios maléficos, práctica recogida también en la Cabilia argelina.
Según las creencias guanches en el interior del Teide vivía Guayota, el espíritu del mal, y era el lugar en donde las almas de los malvados se detenían, según recogió el caballero inglés Edmond Scory en el siglo xvi.
Otros autores más recientes afirman que el Teide sería para los antiguos canarios una especie de Axis Mundi.
Una leyenda literaria moderna habla de un enfrentamiento entre Guayota y el dios supremo Achamán. Guayota secuestró al dios Magec y lo llevó consigo al interior del Teide, sumiendo a todo el mundo en la oscuridad. Los guanches pidieron clemencia a Achamán, quien, tras una encarnizada lucha, consiguió derrotar a Guayota, sacar a Magec de las entrañas del Teide y taponar el cráter con Guayota en su interior. Dicen que el tapón que puso Achamán es el llamado Pan de Azúcar, el último cono, de color blanquecino, que corona el Teide.[cita requerida] Esta leyenda, aunque se ha popularizado recientemente, no posee ninguna base en las fuentes históricas tradicionales, siendo completamente un invento de su autor.
El Teide se recubrió de un carácter demoníaco en la cosmogonía guanche no solo de la isla de Tenerife, sino del resto del archipiélago. Según el catedrático Antonio Tejera Gaspar, existen determinadas manifestaciones religiosas en La Gomera, El Hierro, La Palma y Gran Canaria que tienen como referencia al Teide. Por otro lado, algunos de los grabados rupestres conocidos como podomorfos hallados en la montaña de Tindaya en la isla de Fuerteventura están orientados hacia el Teide.
A pesar de las diversas leyendas y supersticiones, los aborígenes guanches convivieron con el Teide y se convirtió en parte inseparable y fundamental de su cultura. El demonio Guayota comparte rasgos similares con otras deidades malignas habitantes de volcanes, como la diosa Pele de la mitología hawaiana, que vivía en el volcán Kīlauea y que era considerada por los nativos como la responsable de las erupciones.

### Antigüedad clásica
Puesto que las islas eran conocidas desde la Antigüedad, el Teide despertó una viva fascinación en el mundo clásico. El escritor e historiador español José de Viera y Clavijo afirmaba que ciertas descripciones de algunos autores clásicos constituían referencias explícitas al Teide. Pone como ejemplo dos relatos del historiador griego Heródoto: «...El Atlante es descollado y como figura cilíndrica. Se afirma que es tan alto que no se puede ver su cumbre por estar cubierto siempre de nubes en el invierno y en el verano, y sus habitantes le llaman la Columna del Cielo...». El otro relato de Heródoto dice así: «...Hay en aquellos mares un monte llamado Atlante, el cual es alto, rotundo y tan eminente, que no se puede divisar bien su cumbre...» El legendario héroe griego Ulises, navegando hacia el sur, avista «un monte oscuro por la distancia, tan alto como no había visto nunca otro». Esta es otra de las referencias que muchos investigadores atribuyen al Teide.

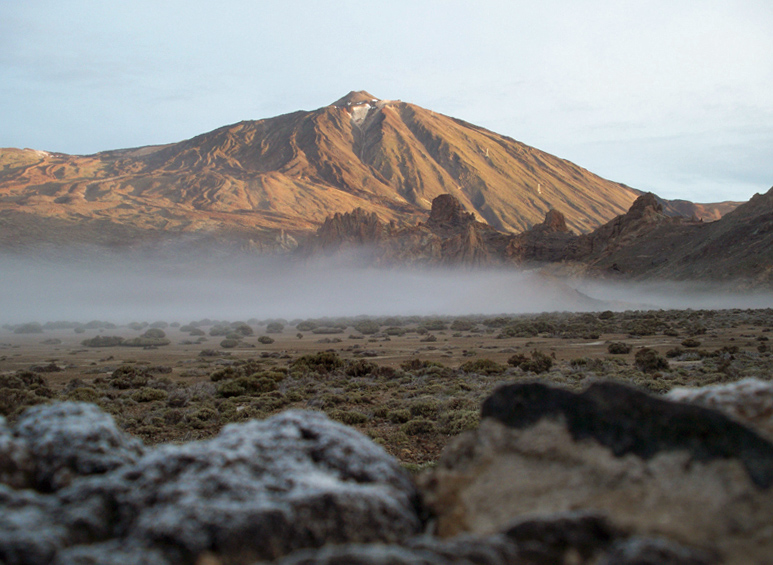
El Teide desde el Llano de Ucanca.

Plinio el Viejo, escritor romano que vivió entre los años 24 y 79 del siglo I d. C. , en su obra Naturalis Historia menciona la nieve que vieron los enviados del rey Juba II a las islas: «...Ninguaria recubierta de nubes que recibió este nombre por sus nieves perpetuas...».
En el siglo I el astrólogo, matemático y geógrafo de Alejandría Claudio Ptolomeo situó en su Geografía el meridiano más occidental del mundo conocido en las Islas Afortunadas, que tradicionalmente se han identificado con Canarias.
Durante el Renacimiento muchos historiadores y aventureros comienzan a identificar y relacionar a las islas atlánticas con los restos de la Atlántida y al Teide con el monte Atlas. Fray Bartolomé de las Casas fue el primero en relacionar las islas Canarias con los restos de la isla de Atlantis descrita por Platón en sus diálogos Timeo y Critias.
También el propio José de Viera y Clavijo se inclinaba por esta posibilidad escribiendo: «...Las Canarias fueron en otro tiempo una península del África; que por efectos de diluvio de Noé se formó de esta península la famosa Atlántida de Platón; que, destruida después la Atlántida, sólo quedaron la eminencias de sus montes más elevados que son nuestras islas...».
Pero quién más contribuyó a identificar al Archipiélago Canario con el continente sumergido, y al Teide con el monte Atlas, sería un escritor catalán, Jacinto Verdaguer, en su gran poema épico La Atlántida de 1877.

### Edad Media
Durante la Baja Edad Media los primeros europeos comienzan la penetración marítima en el océano Atlántico. Durante este tiempo el Teide fue la primera señal que les ayudó a navegar por el océano. Se sabe que un profundo temor se apoderó de los viajeros italianos llamados Angelino Corbizzi y Niccoloso da Recco en 1341 cuando al dar la vuelta a la isla de Tenerife y al observar que veían por todas partes el Teide dominando el paisaje no se atrevieron a desembarcar por el temor que les producía. El texto de los dos italianos fue redactado por otra de las figuras más grandes de la literatura renacentista universal, Giovanni Boccaccio.

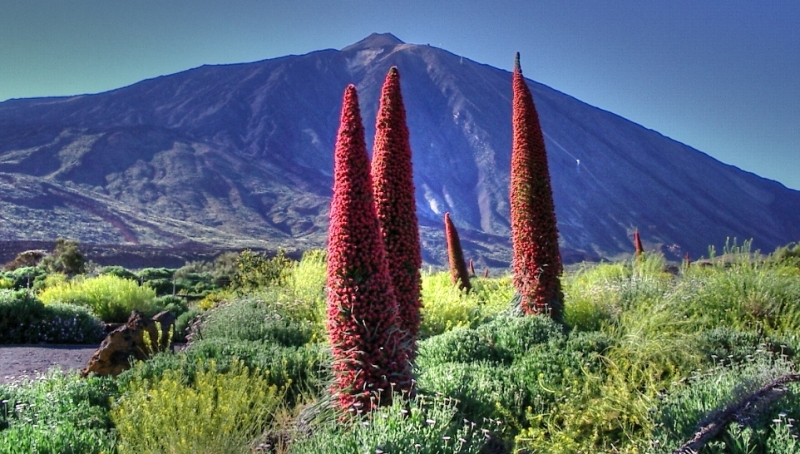
Tajinastes rojos en primer plano. El Pico Teide al fondo.

El texto en cuestión dice así: «...También encontraron otra isla en la que no quisieron desembarcar porque en ella ocurría cierta maravilla. Dicen que allí existe un monte que, según sus cálculos, tiene treinta millas, o aún más, de altura, que se ve desde muy lejos y en cuya cima se divisa cierta blancura (…). Dieron la vuelta a la isla y por todas parte observaron lo mismo por lo que consideraron que estaban en presencia de un encantamiento y no tuvieron valor de descender a tierra...».
Un navegante veneciano al servicio de la Corona portuguesa llamado Alvise Cadamosto, aporta un relato más realista de Tenerife y del Teide en 1445: «...Debo hacer mención especial de Tenerife, que es la más poblada y una de las islas más altas del mundo, pues con un tiempo claro se la divisa de una enorme distancia; y marineros dignos de fe aseguran haberla visto, en su opinión, desde sesenta y setenta millas españolas, pues en medio de ella hay un pico, en forma de diamante, que es altísimo y que arde continuamente...».
El almirante Cristóbal Colón durante su travesía por Canarias la noche del 24 de agosto de 1492, antes de partir hacia América, escribió en su cuaderno de bitácora: «...El Almirante resolvió a 23 de agosto volver con sus dos barcos a Gran Canaria. Zarpó al día siguiente y pasó aquella noche cerca de Tenerife, de cuya cumbre, que es altísima, se veían salir grandísimas llamaradas de lo que maravillándose su gente les dio a entender el fundamento y la causa de tal fuego, aduciendo al respecto el ejemplo del monte Etna en Sicilia, y de otros muchos montes, donde se veía lo mismo...». 
Las técnicas del Carbono 14, una cartografía geológica y un análisis de los textos históricos han demostrado que la referencia del almirante corresponde a la erupción del volcán de Boca Cangrejo, siendo ésta la quinta erupción histórica de Tenerife.

### Renacimiento
Existen varias referencias explícitas o implícitas al Teide durante el Renacimiento y la época de la conquista de Canarias. Dante Alighieri en el canto XXVI del Infierno de su Divina Comedia, describe el Purgatorio como una montaña escalonada por cornisas que rodean todo el monte, y en la meseta que lo corona se encuentra el paraíso terrenal: «...una montagna, bruna per la distanza, e parve mi alta tanto quanto veduta non avea alcuna...» (vers. 133-135). La mayoría de los investigadores creen que Dante tomó como referencia la imagen del Teide para situar el Purgatorio.
El religioso fray Alonso de Espinosa escribe: «...A la cual [Tenerife] los antiguos llamaron Nivaria por un alto monte que en medio de ella está, llamado Teide, que por su gran altura casi todo el año tiene nieve. Vese este pico de Teide de más de sesenta leguas a la mar, y desde él se divisan todas las demás islas...». Este autor es el que nos trasmite la creencia guanche de situar al demonio en el Teide: «...Con todo esto conocían haber infierno, y tenían para sí que estaba el pico de Teide, y así llamaban al infierno Echeyde, y al demonio Guayota...». Esa misma referencia se encuentra posteriormente en el texto de Juan de Abreu Galindo de 1632: «...A esta isla de Tenerife llaman algunos la isla del infierno, porque hubo en ella muchos fuegos de piedra de azufre, y por el pico de Teide, que echa mucho fuego de si...».
Girolamo Benzoni en su Historia del Nuevo Mundo señala: «...en Tenerife hay una montaña, llamada Pico de Teide, que está casi todo el año cubierta de nieve, y que constituye la primera señal que los mercaderes ven cuando van a estas islas...».

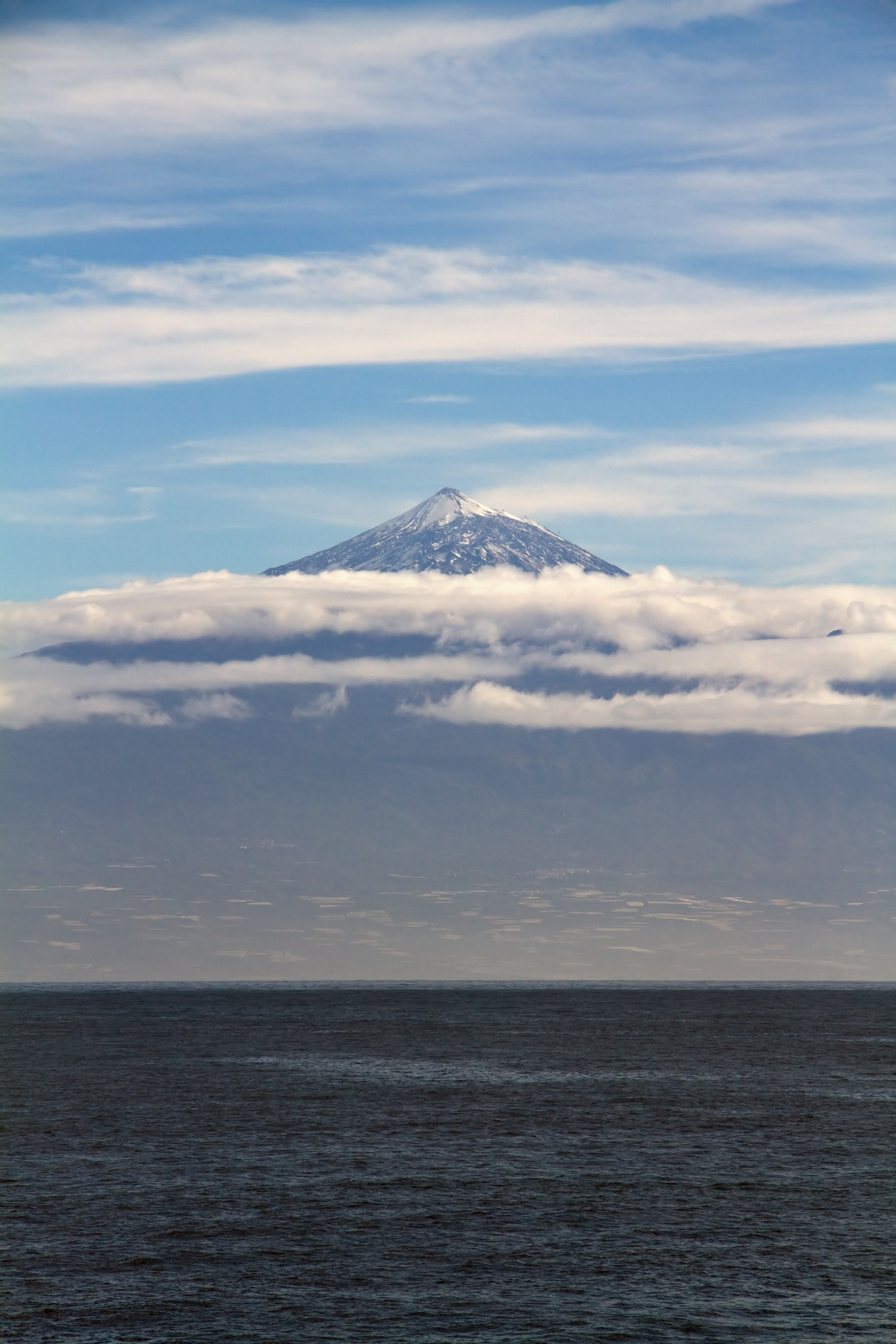
El Teide visto desde el nivel del mar. Esta fotografía permite hacerse una idea de como lo observaron los navegantes que pasaban por las islas.

Pero la primera descripción detallada del Teide y de Tenerife la aporta el mercader inglés Thomas Nichols, que arribó a Tenerife como factor en el comercio del azúcar y publicó en 1583 un libro de viajes en el que incluye una Descripción de las Islas Afortunadas: «...Esta isla tiene 17 leguas de largo, y la tierra es alta, de igual forma que la cumbre de los terrenos de cultivos en ciertas partes de Inglaterra; en medio de esta región se halla una montaña redonda llamada Pico de Teide, situada de este modo: La cumbre del Pico hasta lo alto en línea recta 15 leguas y más, que son 45 millas inglesas; de ella salen a menudo fuego y cenizas, y puede tener media milla de circuito. Dicha cumbre tiene la forma o un aspecto de un caldero. En dos millas alrededor de la cumbre sólo se hallan cenizas y piedra pómez; y por debajo de estas dos millas está la zona fría, cubierta de nieve todo el año...».
George Fernner, un viajero inglés que salió el 10 de diciembre de 1566 del puerto de Plymouth rumbo a Guinea y a las islas de Cabo Verde y que visitó Tenerife el día 28 del mismo mes, se refirió a la montaña diciendo: «...Nadie había subido hasta su cima...». Por su imponente altitud se empieza a considerar a la montaña durante los primeros años de la navegación atlántica hacia el sur como la montaña más alta del mundo. Es en esta época cuando los descubrimientos de nuevas tierras empezaban a ser cartografiados, destacando las cadenas montañosas. En este momento es cuando el Teide comienza a ser representado, aunque los cartógrafos se basaban generalmente en relatos de los marineros y comerciantes a su regreso de sus travesías. Esta razón de mitificación del volcán motivó que el Teide fuese considerado durante esta época como la montaña más alta del mundo, probablemente esta consideración se originó en la iconografía renacentista y barroca en una forma de representación muy singular, como «una montaña picuda en forma de diamante que está siempre ardiendo».
Esta forma de representar al Teide como una roca elevada fue bastante difundida en los siglos xvi y xvii, y figuró como grabado en la ilustración de algunos de los libros de viajes y geografía más populares de la época, como en el de John Ogilby, África (1670) o el de Oliver Dapper, Nueva descripción de las islas de África (1676), a quien se le atribuye la autoría de uno de los varios modelos que circularon por Holanda, Inglaterra e Italia.
El ingeniero cremonés Leonardo Torriani en su manuscrito del siglo xvi Descripción de las Islas Canarias asegura que «...este famosísimo Pico es célebre por su grandísima altura, que describen los marineros de 440 millas en el mar, que son 70 leguas en España; por lo cual se cree que no cede ni al Ararat, ni al Líbano, al Atos y al Olimpo, sino que a todos los rebasa...».
A Torriani le debemos la primera cartografía individualizada de las islas y una gran cantidad de gráficos y dibujos que han convertido su obra en un pilar fundamental de la historiografía canaria. En su narración de su ascenso al Teide se refleja su preocupación por comprender el volcán. Al igual que Thomas Nichols inicia su descripción de Tenerife por el Teide:
«...En aquella altura es excesiva la humedad, que apremia de tal modo la cabeza, que considero (por aquello que yo mismo experimenté), que nadie podría vivir allí veinticuatro horas. El pan fresco y otros alimentos que se suben arriba, en el acto se ponen tan duros como piedras; y he visto algunos campesinos que, para poderlos comer, ponían el pan para ablandarlo, en los agujeros del fuego, que son en número infinito en aquella llanura, y también en la parte de fuera, en dirección del Levante. En esta altura la tierra es pastosa y blanda, y de tal naturaleza que, sin darse uno cuenta, enciende los trajes, si se le acerca demasiado; y en las partes más secas, teniendo un poco la mano allí, sale agua clara y caliente. Encima hay vientos muy fuertes y muy secos, sin ninguna humedad durante el mes de junio; de lo cual inferí que está en la parte más alta de la primera región del aire, donde las exhalaciones secas andan dando vuelta...»
El clérigo y poeta inglés John Donne en su poema The First Anniversary, An Anatomy of the World de 1611 dijo del Teide: «...se encuentra tan alto que quizás la Luna viajera podría chocar...».

### Edad Contemporánea

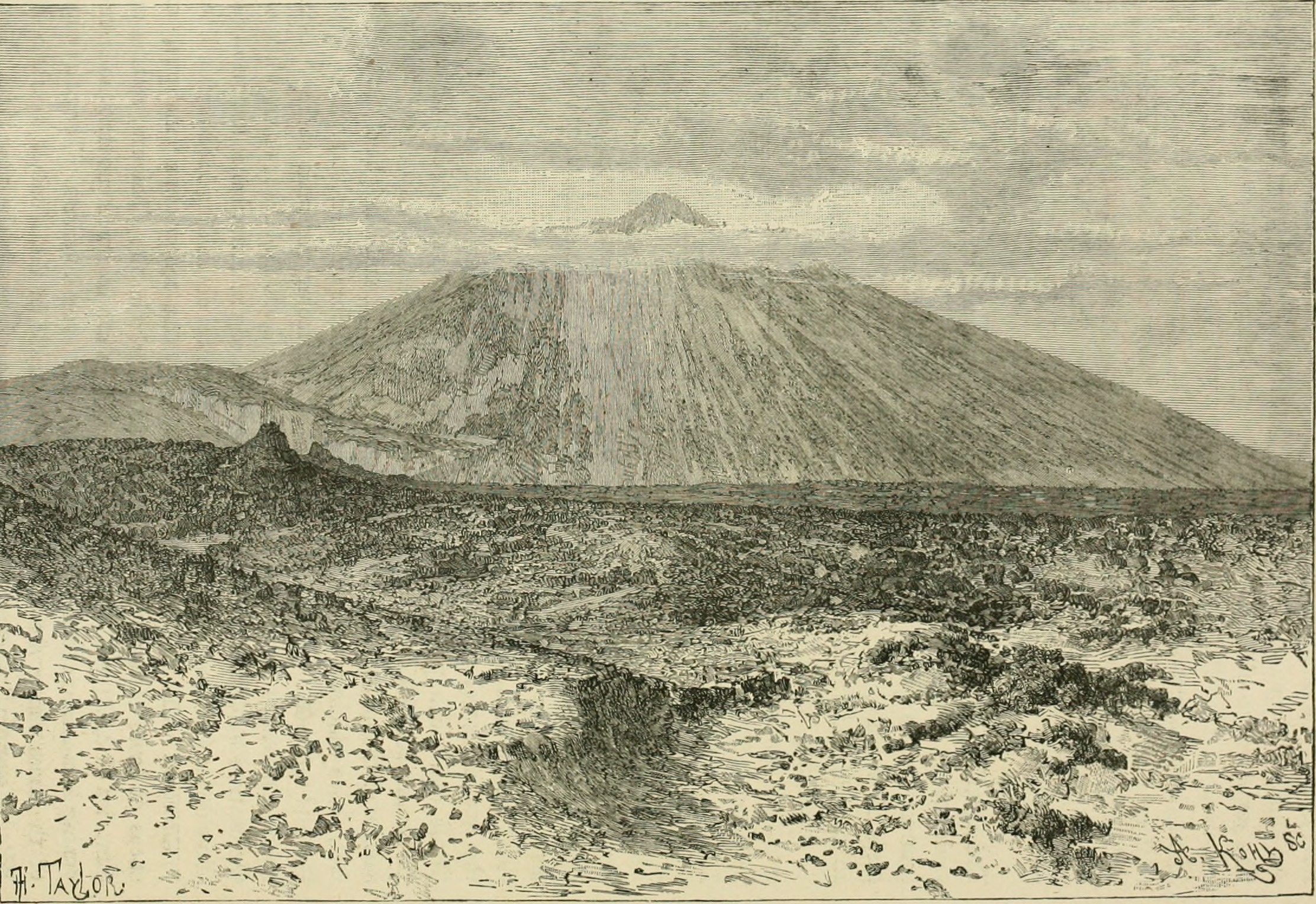
Ilustración del Teide en la obra África y sus habitantes (1899).

En esta época es cuando toma auge el turismo con fines científicos. En enero de 1832 el científico inglés Charles Darwin realizó una expedición para completar los trabajos de hidrografía de Patagonia y Tierra del Fuego y, al mismo tiempo, efectuar una serie de medidas cronométricas alrededor del mundo. En su paso por las islas Canarias, Darwin no pudo desembarcar en Tenerife, pero pudo contemplar el Teide desde las costas de esta isla. Según refirió: «...El pico de Tenerife visto entre las nubes parecía otro mundo. El único inconveniente era nuestro deseo de visitar esta magnífica isla...».
La escritora victoriana Olivia Stone, que visitó Canarias en 1883, se refirió al volcán como: «...Se necesita poco esfuerzo para elevarse desde la más gloriosa de las creaciones hasta el creador...».
En 1904, Julio Verne, el conocido escritor francés famoso por su obra Veinte mil leguas de viaje submarino, visitó el Teide y lo describió como: «...En dos minutos el circo de las cañadas se había sumergido en la noche. Solo el Pico, todavía resplandeciente, emergía de un invisible abismo...».
En 1954 el Teide y todo el circo de su alrededor es englobado en el parque nacional de Las Cañadas del Teide. Actualmente se utiliza el nombre de parque nacional del Teide y como celebración del 50 aniversario de su transformación en parque nacional se inició una campaña para que la Unesco lo declarara Patrimonio de la Humanidad, siendo nombrado como tal a las nueve y media de la mañana del 28 de junio de 2007 en la 31.ª sesión de la Convención de Patrimonio Mundial de la UNESCO, en Christchurch (Nueva Zelanda). Además el 31 de diciembre de 2007 se lo incluye dentro de los 12 Tesoros de España.
Durante la candidatura del parque nacional del Teide como Patrimonio de la Humanidad un total de 39 paísesoptaron a entrar en el listado, algunos con propuestas tan singulares como las del Monte Fuji de Japón, la Casa de la Ópera de Sídney de Australia, el Fuerte rojo en la ciudad de Delhi, o las torres de vigilancia Diaolou en la provincia china de Kaiping. Finalmente, solo tres parajes naturales fueron los elegidos: la Región de Karst del sur en China, los tubos de lava de Jeju, en Corea del Sur, y el parque nacional del Teide en España.

## Principales ascensiones

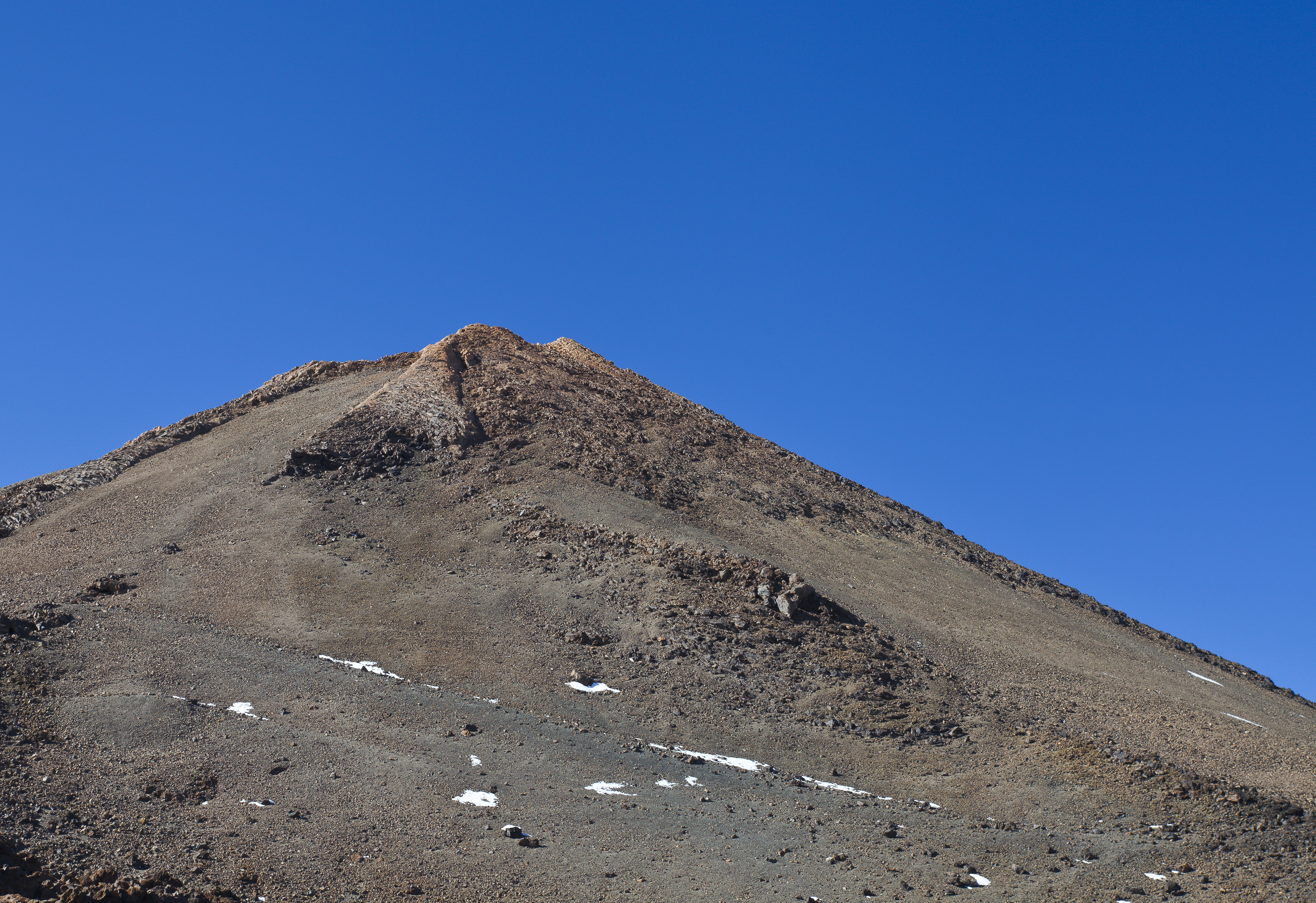
Cima del Teide.

Las primeras descripciones conocidas de una ascensión al Teide son del siglo xvi. Así, el mercader inglés Thomas Nichols debió ascender a la cima en algún momento entre 1557 y 1560, años en que estuvo en Tenerife, pues en su relato describe tanto el pico como su caldera. Sin embargo, las primeras descripciones fehacientes de una ascensión se deben a los ingenieros Leonardo Torriani y Próspero Casola, quienes alcanzaron la cima del volcán en 1588.
De las primeras ascensiones al Teide popularizadas en Europa fue la llevada a cabo por los británicos Philips Ward, John Webber, John Cowling, Thomas Bridges, George Cove y Clappham en 1646 o 1650. Los ingleses fueron testigos del fenómeno de la proyección de la sombra del Teide: «...La sombra del Pico no solamente cubrió la isla de Tenerife y La Gomera, sino que se proyectó en todo el mar a tanta distancia que se podía percibir la vista y la punta de la montaña proyectada con un tomo negra...».
El 13 de agosto de 1715 ascendió al Teide un hombre que no pertenecía a la sociedad londinense llamado J. Endes, su texto del viaje fue publicado en la Philosophical Transaccions, la revista de la Royal Society. Edens fue acompañado por cuatro ingleses, un neerlandés, algunos criados y un guía.
Tras el Siglo de las Luces y de la Ilustración, la mayoría de los expedicionarios que se dirigían a Oriente, África o el Pacífico en el xviii tenían al Teide como uno de los objetivos más placenteros. La expedición de lord George Macartney, George Staunton y John Barrow en 1792 estuvo a punto de acabar en tragedia, pues una gran tormenta de nieve y lluvia se abatió sobre ellos, no pudieron llegar al pico de la montaña. Realmente no llegaron más allá de Montaña Blanca.
Con el Romanticismo en las postrimerías del siglo xviii y los albores del siglo xix el Teide exhibía un conjunto de bellezas naturales tan singulares que lo convirtieron en un lugar de moda. El afamado aventurero alemán Hans Heinrich Joseph Meyer, primer europeo en ascender el pico del Kilimanjaro, visitaría también el Teide en 1894 durante una nueva expedición al Kilimanjaro para observar las condiciones de hielo del volcán. Tras la ascensión al Teide, Meyer lo comparó con el Kilimanjaro, los catalogó como «dos reyes, uno alzándose en medio del océano y el otro en medio del desierto y estepas».
Más recientemente en noviembre de 2017, Gema Hassen-Bey se convirtió en la primera deportista paralímpica del mundo en silla de ruedas en alcanzar los 3000 metros de altitud solo con el impulso de sus brazos. Inicialmente, Gema pretendía alcanzar la cima del Teide, si bien, debido a las condiciones climatológicas no pudo cumplir este objetivo.

## Actividad sísmica y eruptiva

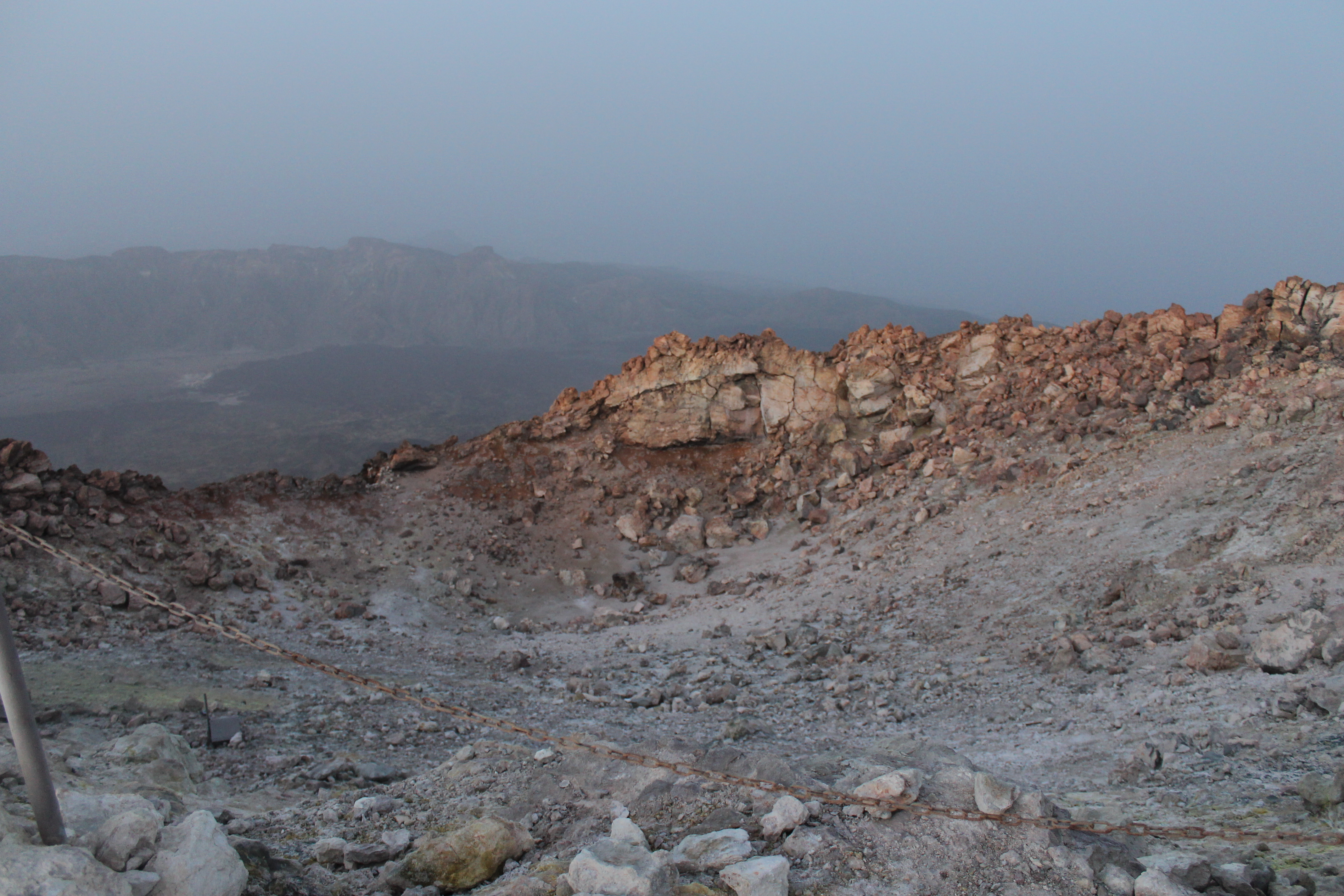
Cráter del Teide.

Entre abril y mayo de 2004, unos 200 pequeños seísmos (5 sentidos por la población) en la isla provocaron gran interés de geólogos y vulcanólogos. Todos los seísmos detectados fueron de baja intensidad en la zona de Teide-Pico Viejo aparentemente producidos por movimiento de magma. Durante este intervalo, se produjo un incremento anómalo del nivel de gases volcánicos. Finalmente, la crisis vulcanosísmica cesó seis meses más tarde sin producirse erupción volcánica alguna.
Un reciente estudio, realizado por la Universidad de Granada, prevé que en un futuro el Teide podría tener erupciones violentas, dado que su estructura está muy consolidada. Además dicho estudio desveló que el Teide tiene una estructura prácticamente idéntica al Vesubio y al Etna.
El Teide ha sido designado como uno de los 16 Volcanes de la Década por las Naciones Unidas, es decir, como uno de los volcanes más peligrosos del mundo. Rango que comparte con otros grandes volcanes del mundo como los ya mencionados Vesubio y Etna, además del Mauna Loa y el monte Merapi entre otros.

## Lugar de interés científico
La similitud entre las condiciones ambientales y geológicas del parque nacional del Teide y las del planeta Marte han convertido este enclave volcánico en punto de referencia para estudios relacionados con el planeta rojo.
Las analogías existentes entre el planeta rojo y algunas zonas de Tenerife convierten a la isla en el lugar idóneo para las pruebas de los instrumentos que viajarán a Marte y que revelarían vida pasada o presente en ese planeta. En 2010 un equipo investigador probó en Las Cañadas del Teide, el instrumento Raman que se enviará en la próxima expedición al planeta rojo, ESA-NASA Exomars, de 2016-2018.
En 2011 un equipo de investigadores del Reino Unido visitó en junio el parque nacional para ensayar un método para la búsqueda de vida en Marte y dar con lugares para probar, en 2012, nuevos vehículos robotizados.

## Atracción turística y simbolismo

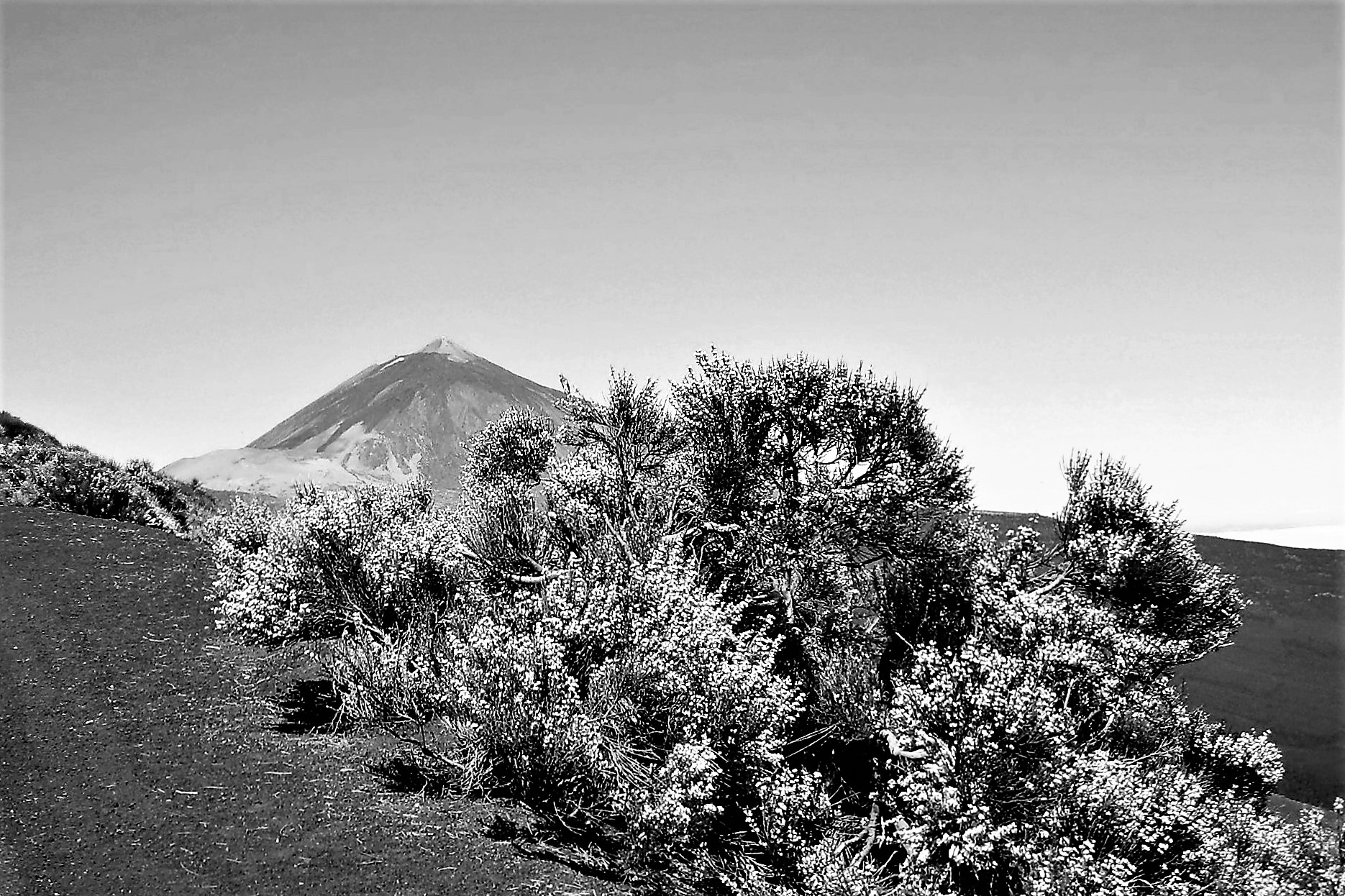
Parque nacional del Teide.

El Teide, fue en 2008 el parque nacional más visitado de los cuatro con los que cuentan las Islas Canarias con un total de 2,8 millones de visitantes, según datos del Instituto Canario de Estadística (ISTAC) siendo además el parque nacional más visitado de España. 
Según los datos correspondientes al año 2004, con 3,5 millones de visitas anuales, es el paraje volcánico que más visitas recibe del mundo, solo superado por el monte Fuji, en Japón. En 2016 tenía un total de 4 079 823 visitantes y turistas.
En el mismo Teide se encuentra el Refugio de Montaña de Altavista y un teleférico que asciende desde su falda a unos 2350 m hasta La Rambleta, a unos 3555 m, en muy pocos minutos. El ascenso a pie hasta la cima está prohibido, aunque se puede obtener un permiso especial en las oficinas del parque nacional en Santa Cruz de Tenerife.
El Teide es el símbolo principal de la isla de Tenerife y el monumento natural más emblemático del Archipiélago Canario. La imagen del Teide aparece en el centro del escudo heráldico de la isla de Tenerife escupiendo fuego, sobre el volcán aparece San Miguel Arcángel (santo patrono de Tenerife). Por su parte los colores de la bandera de la isla, son tradicionalmente identificados con el mar (el azul marino), debido al carácter insular de Tenerife y el color blanco a la blancura de la nieve que cubre al Teide y a las cumbres durante el invierno. En el logotipo del Cabildo de Tenerife aparece la silueta del Teide simplificada como un volcán en erupción.
Además la imagen del Teide ha sido ampliamente representada a lo largo de la historia, desde los primeros grabados hechos por los conquistadores europeos, hasta en objetos típicos de artesanía canaria, en el reverso de los billetes de mil pesetas españolas, en actuales pinturas al óleo y postales.
En las Islas Canarias y en especial en la isla de Tenerife, el Teide es actualmente considerado un símbolo cultural profundamente arraigado en las tradiciones y en la historia. De hecho existe la expresión popular «Padre Teide», que familiariza la relación de la ciudadanía con el volcán.

Escudo de la isla de Tenerife, con el Teide en erupción en el centro.
Bandera de la isla de Tenerife. Tradicionalmente el color blanco se identifica con la blancura de la nieve que cubre al Teide y a las cumbres durante el invierno.
Logotipo del Cabildo de Tenerife (órgano de gobierno de la isla) en donde aparece la silueta del Teide simplificada.
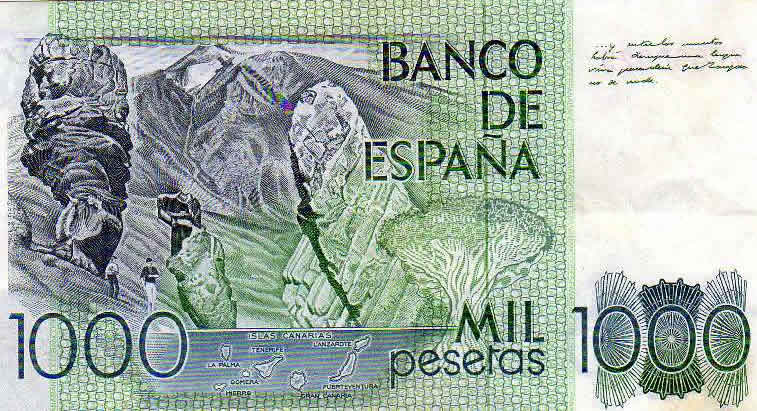
Antiguo billete de mil pesetas en el que se aprecia el Teide y el Roque Cinchado.

### Fenómeno de la sombra

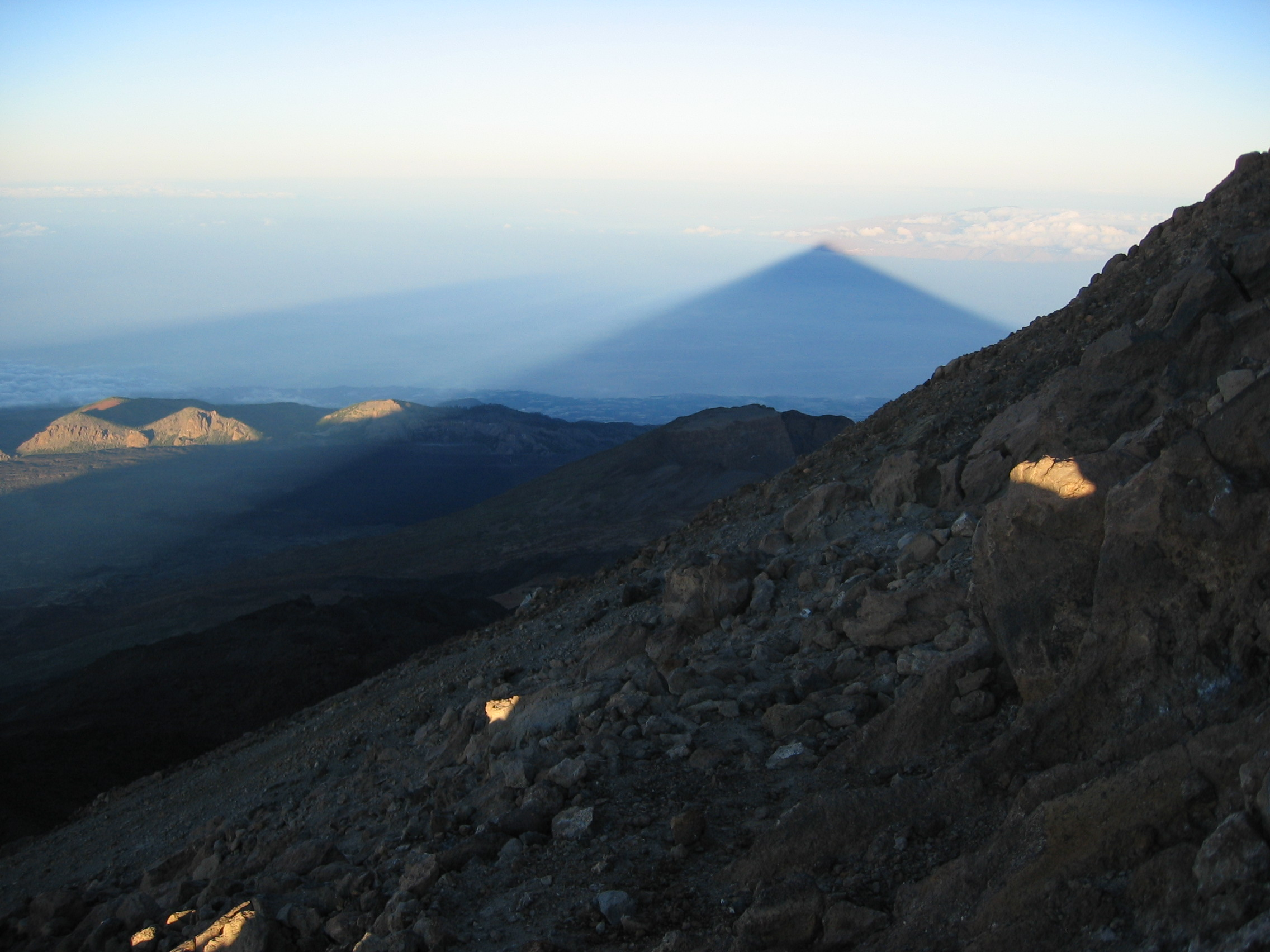
Fenómeno de la proyección de la sombra del Teide.

El Teide tiene la mayor sombra del mundo proyectada sobre el mar. Este fenómeno ocurre conforme disminuye la altura del sol durante el atardecer, esto provoca además que la sombra se extienda hasta cubrir parcialmente la isla de Gran Canaria o hacia La Gomera (cuando amanece). Una característica es que dicha sombra tiene una forma perfectamente triangular, a pesar de que la silueta del Teide en sí no sea un triángulo perfecto. En la actualidad, visitantes y turistas suben al atardecer a la cima del volcán para presenciar este fenómeno único en el mundo.

## En la cultura popular
- En 1966 se rodó la película One Million Years B.C. en el parque nacional del Teide, que estuvo protagoniza por la actriz Raquel Welch.
- Mike Oldfield incluyó en su recopilatorio The Complete fel del año 1985, la canción Mount Teide dedicada a este famoso volcán tinerfeño.
- El músico inglés Brian May estudió distintos fenómenos astronómicos desde Izaña en las Cañadas del Teide, incluso escribió la canción Tie Your Mother Down en este parque nacional.
- Gran parte de la película estadounidense Furia de titanes fue rodada en este lugar. Además la segunda película de la saga estuvo prácticamente rodada en su totalidad en el Teide.
- El Teide fue elegido como el segundo volcán más impresionante de Europa, después del Etna, por los usuarios del portal en internet TripAdvisor, que ha efectuado una lista con los diez volcanes europeos más impactantes por su belleza y poder destructivo.[56]
- El 8 de diciembre de 2008 tras una iniciativa de la principal comunidad judía de Canarias (con sede en Tenerife) se colocó la bandera de Israel ondeante durante unos minutos a los pies del Teide.[57]
- El parque nacional del Teide es el parque nacional más visitado de Europa y el segundo parque nacional más visitado del mundo con 3 142 148 visitantes en 2007.[58][10]
- Junto al Parador de Turismo de Las Cañadas se encuentra una pequeña ermita dedicada a la Virgen de las Nieves la cual es el templo cristiano a más altitud de España.
- Tenerife fue el lugar en donde L. Ron Hubbard (fundador de la Iglesia de la Cienciología) recogió los llamados  "materiales de OT-III". Según esta doctrina uno de los volcanes a donde fueron arrojados los  "thetans" hace 75 millones de años es el Teide, conjuntamente con otros volcanes del mundo, principalmente de Hawái.[59]
- El 24 de junio de 1989 el programa radiofónico Espacio en Blanco de la Radiocadena Española (la actual Radio Nacional (RNE)), convocó una "Alerta OVNI" en el parque nacional del Teide con el propósito de lograr algún tipo de contacto con los extraterrestres. A este evento acudieron cerca de diez mil personas.[60]
- El 8 de enero de 1998, fueron detenidos los miembros de una secta liderada por una psicóloga alemana llamada, Heide Fittkau Garthe, quien era sospechosa de intentar, junto a los miembros de su secta, realizar un suicidio ritual en el Teide.
- El compositor canario Benito Cabrera se inspiró en el paisaje del Teide para la famosa canción Nube de Hielo.[61]
- La película Fast & Furious 6, protagonizada por Vin Diesel y dirigida por Justin Lin, contó con el Teide como escenario principal de varios de sus planos exteriores.
- En 2018, los alrededores del parque nacional acogieron parte del rodaje de la película estadounidense Rambo V: Last Blood, protagonizada por Sylvester Stallone y Paz Vega entre otros.[62]

## Montaña de la Luna
En la Luna existe una cordillera llamada montes Tenerife, en donde se encuentra un monte llamado Mons Pico («el Pico de Tenerife») en clara referencia al Teide, situados ambos en el llamado Mare Imbrium. Esto se debe en honor de los primeros astrónomos que visitaron el archipiélago canario.
A mediados del siglo XIX, un científico alemán llamado Johann Schröter, especialista en estudios lunares, decidió dar el nombre de Teide a una montaña descubierta en el satélite terrestre, que, a diferencia del volcán tinerfeño, mide unos 2400 metros de altitud y se extiende en un área de unos 15 por 25 kilómetros.
Posteriormente, el científico británico William Radcliffe Birt determinó llamar montes Tenerife a una cordillera de sección triangular, de 56 por 100 kilómetros y máximas de 2400 metros, en recuerdo a la expedición de Charles Piazzi Smyth, que se desplazó a la isla en el verano de 1856.
También existe una estrella enana marrón localizada en el cúmulo estelar abierto de las Pléyades que se llama Teide 1.

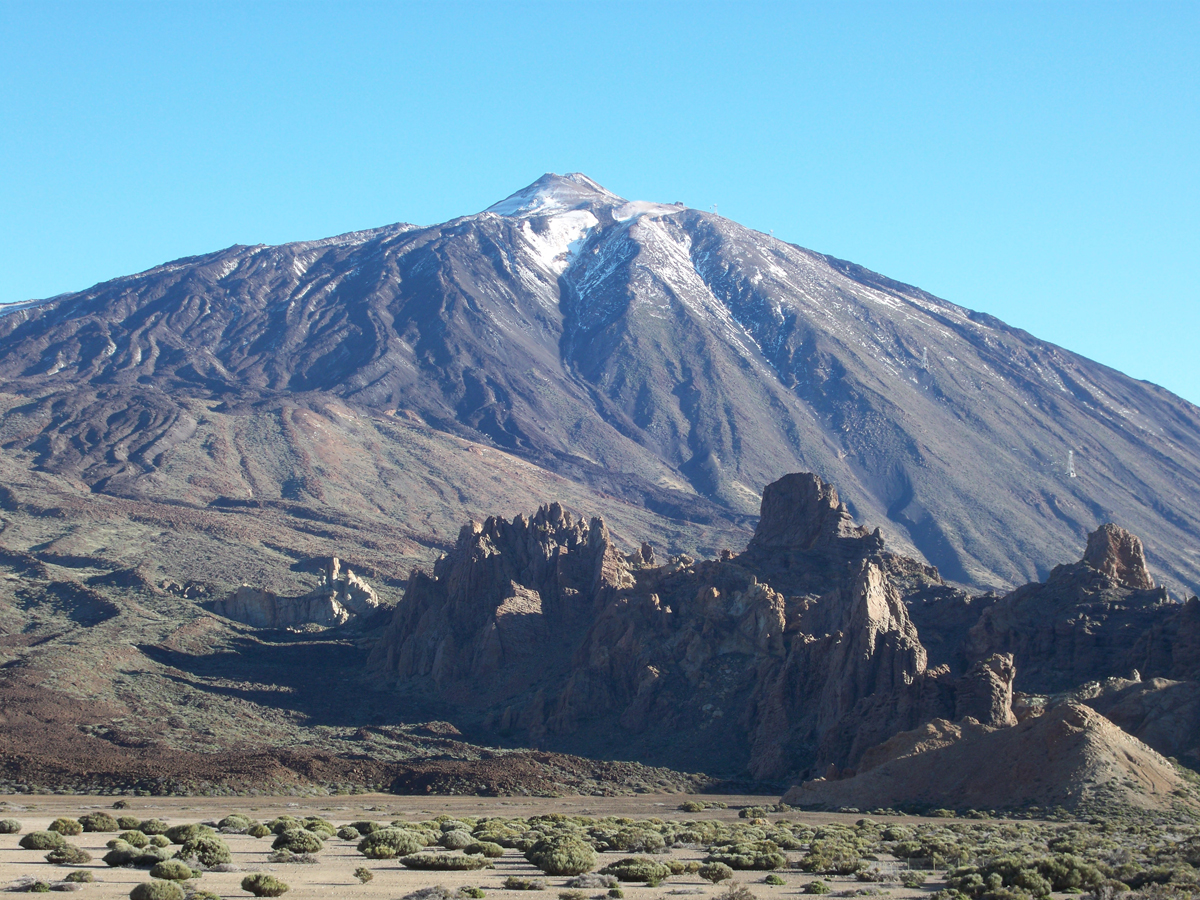
El Teide desde Llano de Ucanca
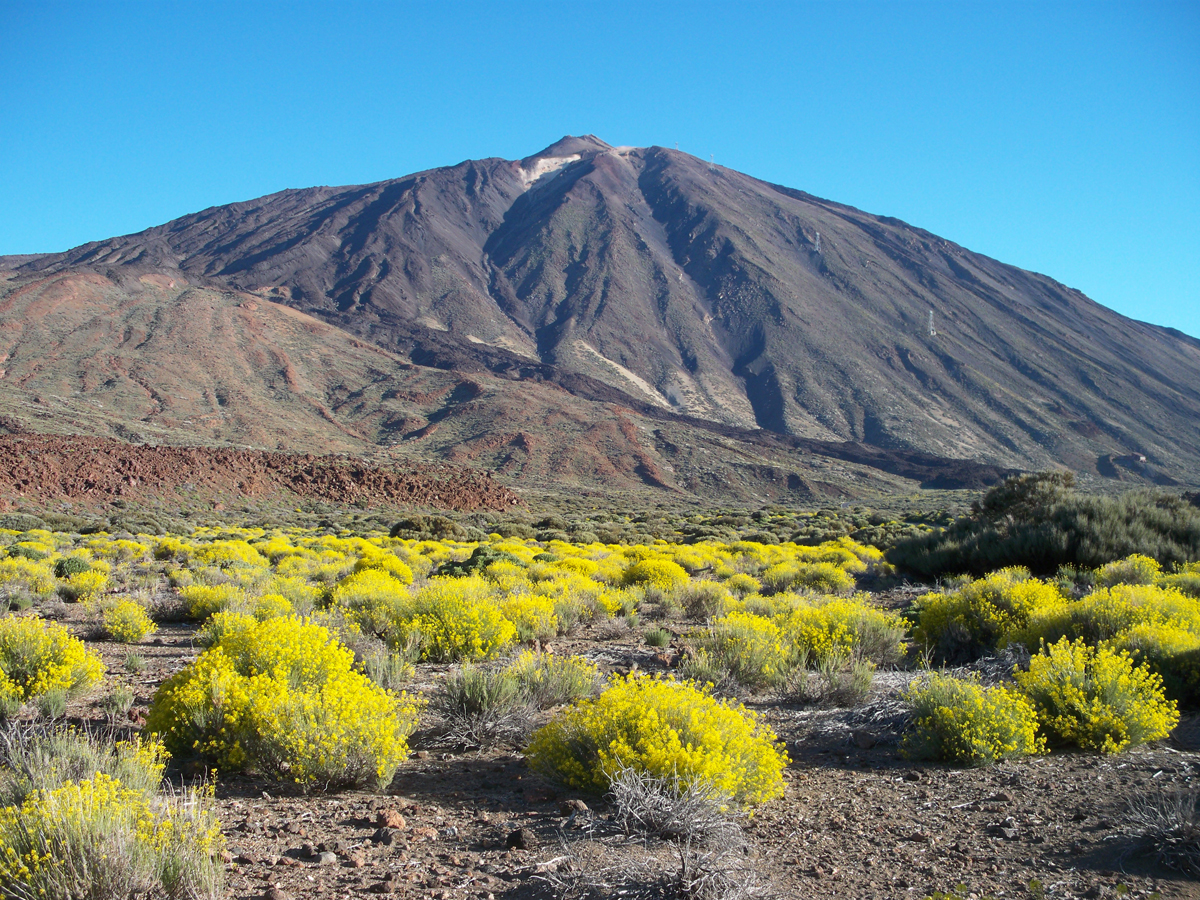
El Teide rodeado de Hierba Pajonera (Descurainia bourgaeana)
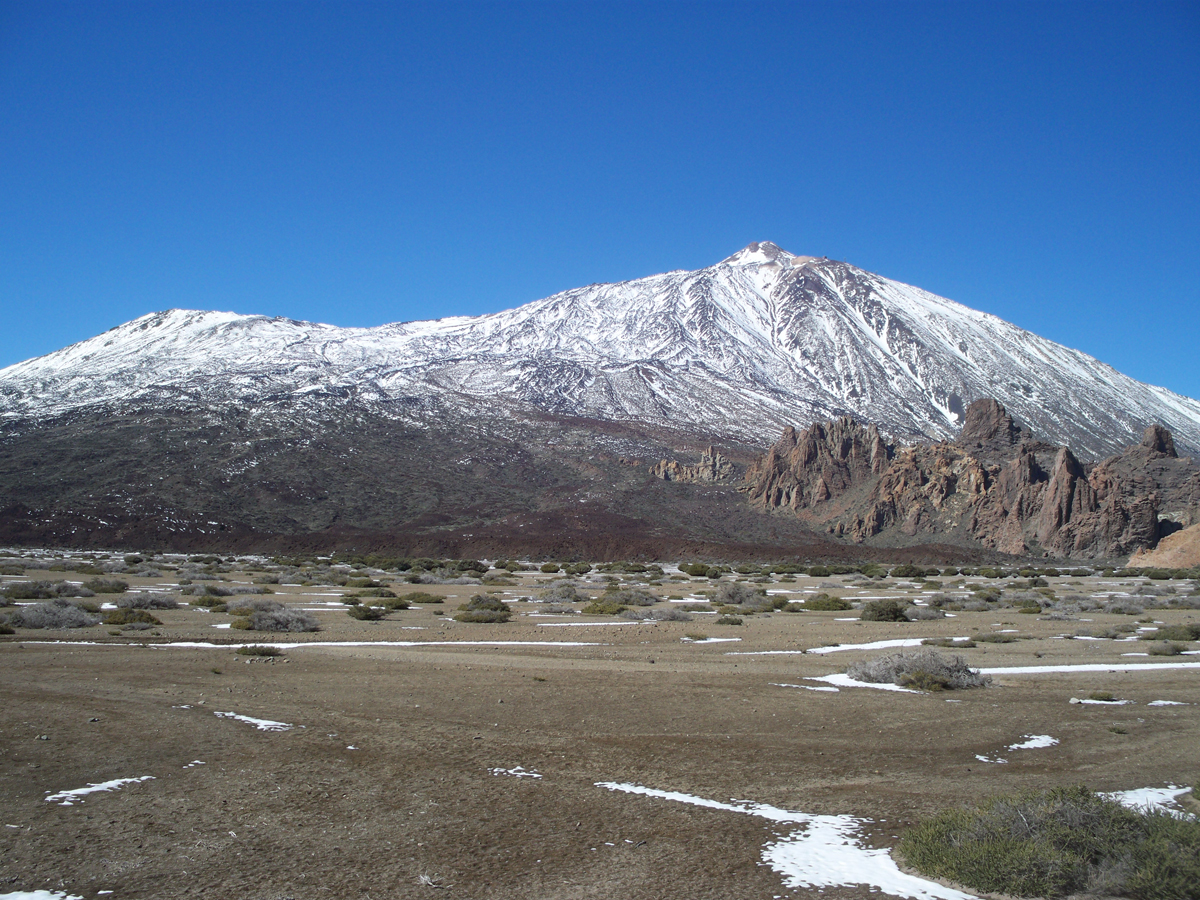
El Teide y Pico Viejo
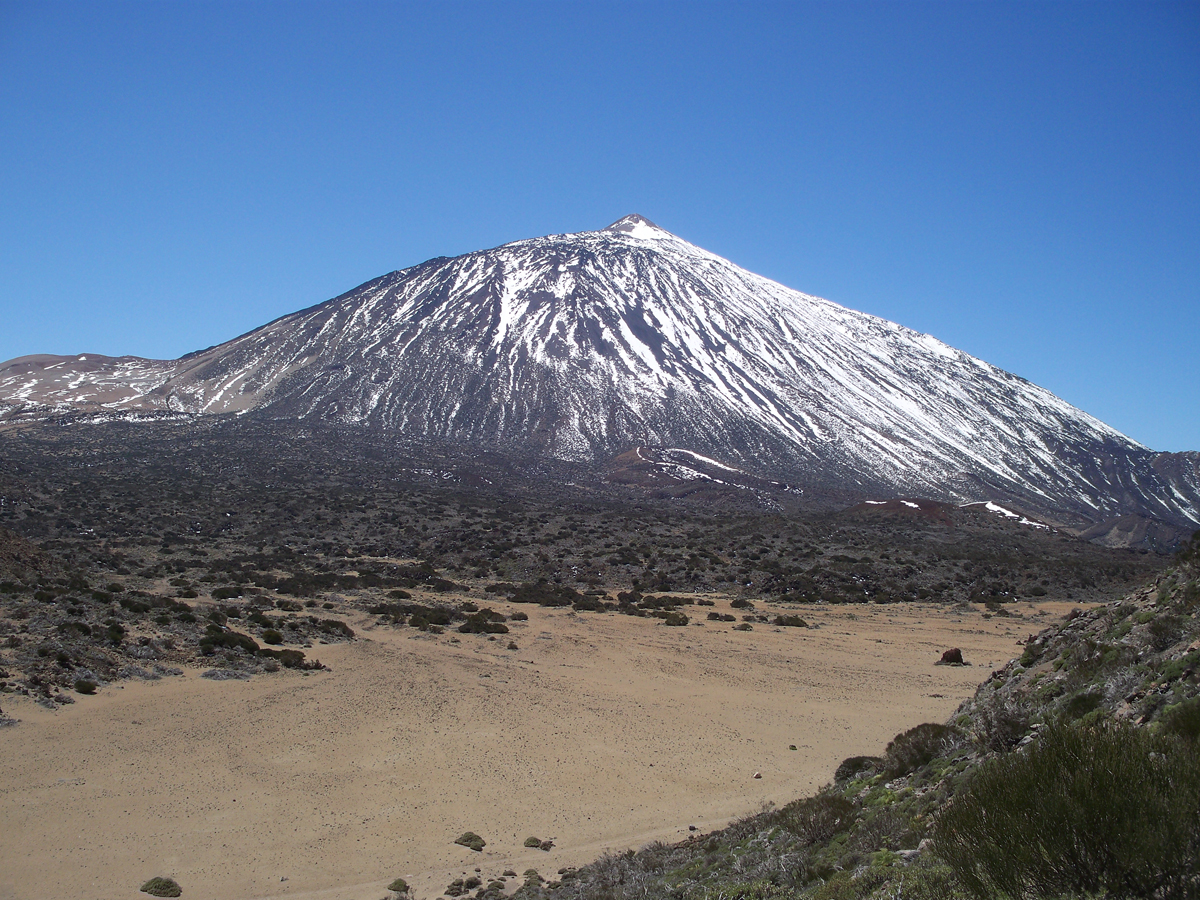
El Teide desde La Fortaleza
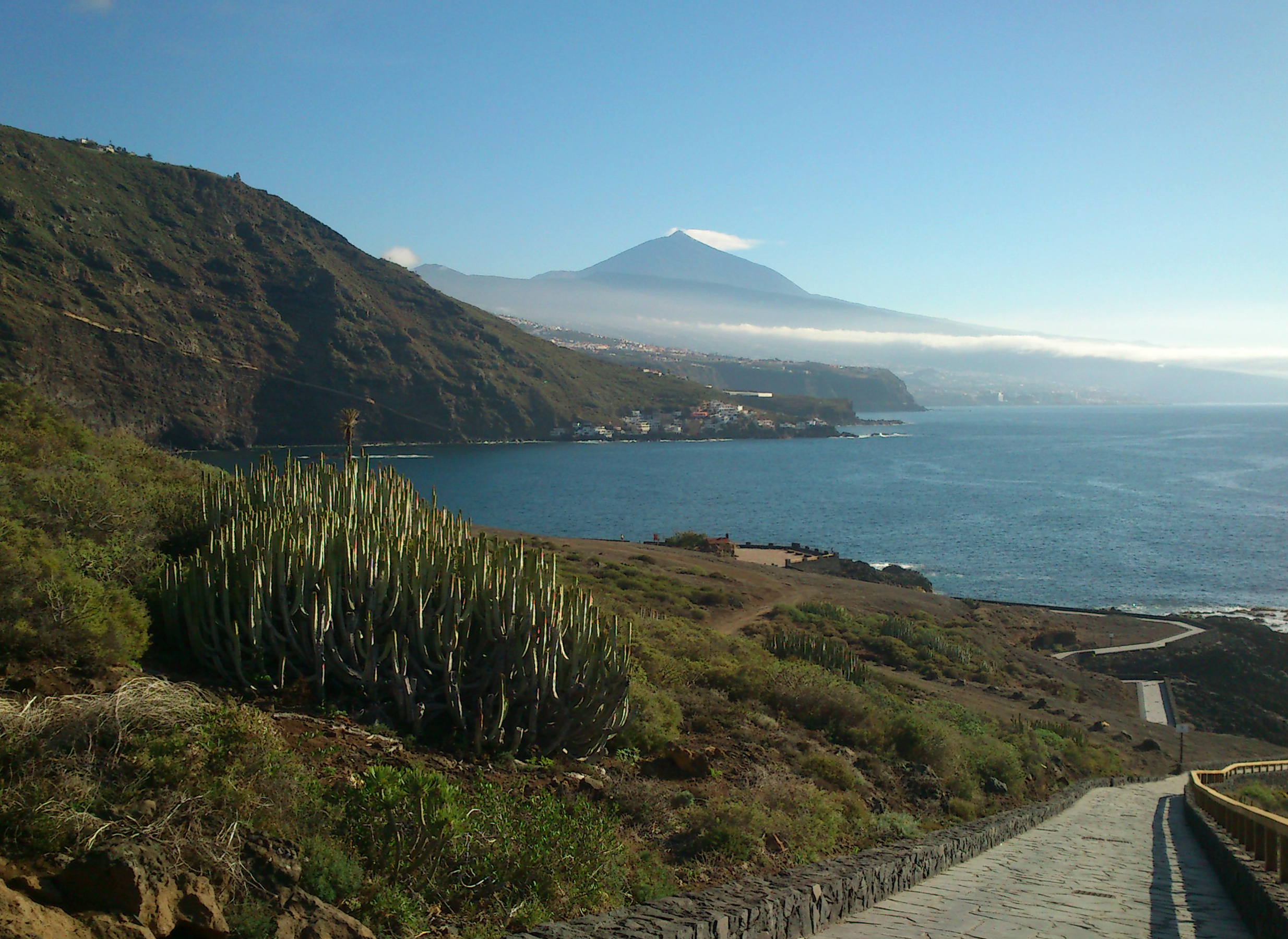
El Teide desde Rojas, El Sauzal.
Superficie topográfica en 3D de la isla de Tenerife en donde destaca la silueta del Teide.
Superficie topográfica en 3D ampliada del Parque Nacional del Teide y sus alrededores.

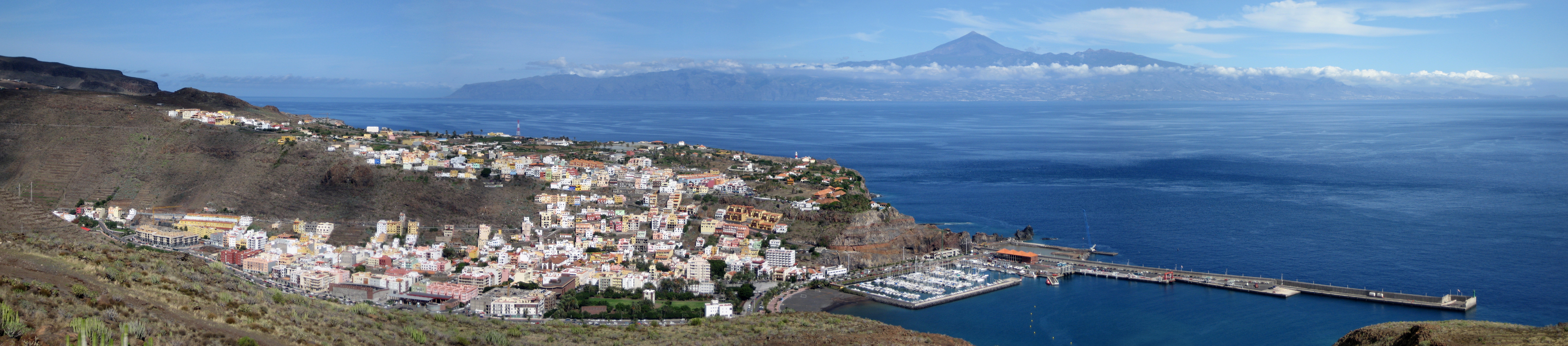
El Teide visto desde San Sebastián de La Gomera, capital de la isla homónima.